# Storia del Varese Football Club
Di seguito viene trattata la storia del Varese FC, società calcistica italiana con sede a Varese, dalla fondazione, avvenuta nel 1910, allo scioglimento avvenuto nel 2019.

## Dalla fondazione alla Serie A

### La fondazione e il primo campionato in Prima Categoria
Il 22 marzo 1910 a Varese, si costituì una società per il gioco del calcio, con il nome di Varese Football Club, continuando l'attività locale iniziata due anni prima. La squadra vestiva inizialmente divisa in seta di colore biancoviola ed il campo di gioco era la piazza del mercato. I dirigenti ed i giocatori pagavano la quota associativa di una lira al mese. Nei primi anni di vita la squadra giocò solo amichevoli (Aurora Busto Arsizio, Libertas Gallarate, Luino, Unione Sportiva Milanese e la grande Inter). Il 26 febbraio 1911, sempre in amichevole, sul proprio campo di via S.Vito Silvestro fu battuto per 3 a 1 dal Calcio Club Minerva di Como. Si iniziò a costituire la squadra che nel 1914 prese parte al primo campionato ufficiale, il campionato di Promozione del Comitato Regionale Lombardo, in cui partecipavano 18 formazioni per tre promozioni in prima categoria. Il Varese Fbc si classificò primo nel girone di qualificazione con 15 punti, davanti a Saronno (13 punti), Aurora Busto Arsizio (10), Luino (9), Libertas (9) e Legnano (2). Nel girone finale fu terzo a 10 punti, preceduto da Pavia (14 punti), Ausonia Pro Gorla (11) e davanti ad Atalanta (8), Saronno (6) e Pro Lissone (5).  Nel maggio del 1915, quando mancava ancora una giornata da disputare, la guerra interruppe le attività. Dopo il conflitto, alla ripresa dei campionati nel 1919, venne promosso nella Massima Serie 1919-1920 (allora denominata Prima Categoria); le 18 squadre lombarde vennero suddivise in tre gironi da sei squadre, di cui le prime due venivano ammesse alla fase interregionale successiva e l'ultima retrocedeva. Inserito nel girone C, terminò il campionato ultimo a pari merito con il Como con soli 4 punti. Per determinare la retrocedente fu necessario uno spareggio che fu disputato a Saronno l'8 febbraio, in cui i rivali del Como furono battuti 2-1 grazie ad un gol di Vedani al 13º minuto del secondo tempo supplementare. Nella Massima Serie 1920-1921 le 24 squadre lombarde erano suddivise in sei gironi da quattro, in cui le vincenti partecipavano al girone finale regionale, mentre le ultime retrocedevano. Il gruppo C venne vinto dall'U.S. Milanese (12 punti), mentre il Varese Fbc chiuse a pari merito con la Pro Sesto a due punti. Fu ancora necessario uno spareggio, disputato a Busto Arsizio il 5 dicembre 1920, che vide la Pro sconfitta per 2-1. Per la stagione 1921-1922 il campionato italiano subì la scissione tra la F.I.G.C. e il C.C.I.. La società varesina rimase fedele alla F.I.G.C., dove fu una delle sedici squadre lombarde suddivise in quattro gironi da quattro. Il girone A lombardo venne vinto dal Como (9 punti), seguito dal Chiasso (8), dal Saronno (6) e dal Varese Fbc (1) che, a causa della riforma dei campionati, il cosiddetto Compromesso Colombo, fu condannato alla retrocessione in II Divisione. In questi tre anni in prima categoria disputò 24 incontri, con quattro vittorie, tra cui i due spareggi, tre pareggi e quindici sconfitte. Le cronache dell'epoca descrivono una squadra che giocava un calcio tecnico e veloce, il cui giocatore più rappresentativo era il portiere Adeo Ghiringhelli, definito "ardito e coraggioso".
Il 3 febbraio 1923 si trasformò in Associazione Sportiva Varesina, tramite la fusione di Varese F.C., U.S. Varesina, C.S. Varesino e Moto Club Varese ed il 23 luglio 1926 in Varese Sportiva, nata dall'unione di Associazione Sportiva Varesina, Sport Club Luigi Ganna e Polisportiva Mussolini. Nel 1926-1927 i colori sociali diventarono il bianco ed il rosso, i colori della città.
Dopo aver disputato le prime partite in alcuni impianti provvisori siti in vari quartieri della città, il club trovò una sistemazione permanente a Masnago, ove nel 1935 venne eretto lo Stadio del Littorio (destinato anche ad accogliere atletica leggera e ciclismo su pista), poi rinominato semplicemente Stadio di Masnago e infine, nel 1950, Stadio Franco Ossola.
I primi decenni di esistenza videro il Varese militare stabilmente tra le divisioni minori.

### La Serie C
Verso la fine degli anni trenta venne istituita la serie C, strutturata in otto gironi in cui le vincenti si sarebbero affrontate in due gironi da quattro che avrebbero determinato le quattro promozioni in serie B. Nel campionato di serie C del 1938-1939 il Varese concluse al primo posto a pari merito con il Brescia che accedette alla fase successiva per miglior quoziente reti. In questo campionato esordì il varesino Franco Ossola che l'allenatore Janni prontamente segnalò ai dirigenti del Torino, sua ex squadra. L'anno successivo, 1939-1940, il Varese vinse il suo girone con un punto di vantaggio sul Seregno, ma non superò la fase finale (Girone B: Vicenza 11 punti, Macerata 6, Varese 5, M.A.T.E.R. 2). Dopo il terzo posto nella stagione 1940-1941, concluse il campionato 1941-1942 alla pari con il Vigevano, ma stavolta il quoziente reti diede ragione ai "Bosini". In quel campionato gli attaccanti varesini realizzano 119 gol in totale, tra cui spiccano i 38 gol di Toscano e i 24 di Garavelli. Nonostante un simile attacco, la squadra non riuscì a superare il girone di promozione per peggior quoziente reti rispetto all'Anconitana (Girone B: Juve Palermo 7 punti, Anconitana e Varese 6, Cuneo 5). Nel 1943 la squadra fu promossa in Serie B. Vinto il proprio girone con relativa facilità con 5 punti di vantaggio sul Vigevano, vinse anche il girone di promozione (Girone A: Varese 11 punti, Salernitana 10, Terni 9, Biellese 8, Forlì 2, Catania ritirata). La promozione arrivò il 4 maggio 1943 quando i biancorossi, di Eligio Caronni, allenato da Luisito Monti superarono il Terni grazie ai gol di Garavelli e Panagini. Quella stessa estate il regime fascista cadde e la penisola cominciò ad essere occupata dagli eserciti alleati: il campionato italiano di calcio venne momentaneamente sospeso.

### Campionato Alta Italia 1944
Varese Sportiva - Juventus Cisitalia
Varese : Diamante; Boniforti, Remondini; Arezzi, Villa, Mazzotti; Ghirlanda, Panagini, Meazza, Turconi II, Ottino. Allenatore: Zamboni.
Juventus: Sentimenti IV; Brunella, Varglien II; Depretini, Parola, Capaccioli; Spadavecchia, Bo, Borel II, Santacroce, Quaranta.. Allenatore: Borel F.P..
Marcatori: 25' Ghirlanda, 71' Borel II, 90' Turconi II
Nel 1944, per dare una parvenza di normalità, venne istituito un fantomatico Campionato Alta Italia 1944. Nel Varese del presidente Mario Mentasti, guidati dall'allenatore Zamboni, arrivarono giocatori importanti: i mediani Remondini, serie A con il Milan, ed Arezzi, Venezia con Loik e Mazzola, la mezzala Turconi II dalla Pro Patria, il terzino Boniforti che giocherà nella Juventus e soprattutto Giuseppe Meazza. Si aggiunsero anche il terzino Signoretto e la mezzala Panagini, nella rosa del Varese vincitore del campionato di serie C. Il campionato era strutturato in una prima fase di qualificazione regionale ed il girone lombardo ad otto squadre venne vinto dall'Ambrosiana con 21 punti, seguita da Varese e Brescia con 16 punti. Fu necessario uno spareggio per determinare la seconda qualificata alla fase successiva: Varese-Brescia 1-0 ai tempi supplementari. Nel girone semifinale interregionale il Varese affrontò il Grande Torino (1-2 e 0-6) che vincerà il girone, nuovamente l'Ambrosiana (2-2 e 0-3) e la Juventus Cisitalia (2-1 e 0-6). In questo torneo i marcatori per il Varese furono Meazza con 7 gol e Turconi II, 6 gol.

### Gli ultimi anni in Serie B
Nel 1946 riassunse la denominazione Varese Football Club e partecipò al campionato di serie B 1946-1947, strutturato eccezionalmente in quegli anni in tre gironi. Il Varese partì benissimo con cinque vittorie e due pareggi nelle prime sette partite, ma alla fine cedette il passo, giunse sedicesimo su 22 squadre nel girone settentrionale e si salvò per un punto all'ultima giornata, nonostante la sconfitta casalinga con il Novara e grazie alle sconfitte della Biellese a Lecco e della Vogherese a Lodi. L'anno successivo, 1947-1948, si decise che la serie B sarebbe ritornata a girone unico, alla quale sarebbero state ammesse solamente le prime sette di ogni girone. Il Varese terminò quattordicesimo e tornò dunque in serie C. Lo stadio del Littorio venne intitolato il 3 settembre 1950 al giocatore biancorosso Franco Ossola, passato al Torino e vittima della tragedia di Superga.

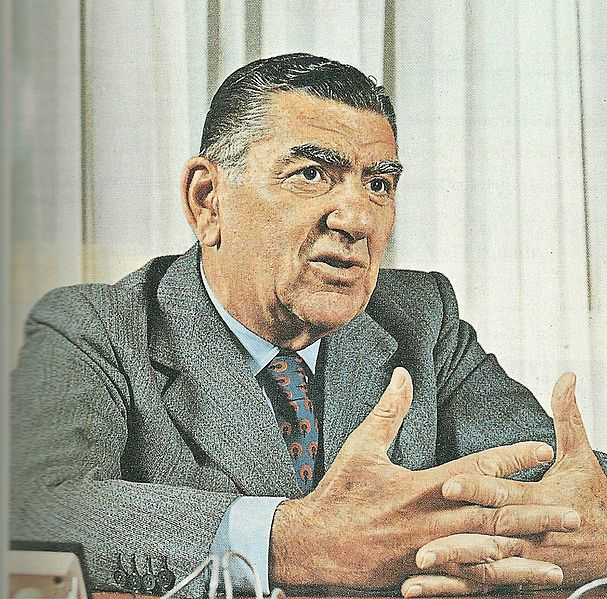
Mister Ignis, Giovanni Borghi.

Nel 1957 venne ammesso in IV Serie d'Eccellenza e riuscì a risalire in serie C, dove rimase fino al 1963. Sotto la guida dell'imprenditore varesino Giovanni Borghi finalmente nel 1964 vinse la Serie B e venne promosso in Serie A.

## Dalla Serie A alla fine degli anni 1980

### La prima stagione in Serie A
Tra il 1964 ed il 1975, partecipò a sette campionati di serie A. Nel 1963 vinse il campionato di serie C sotto la guida di Ettore Puricelli e l'anno successivo, nuovamente guidato dall'italo-uruguagio e trascinato dai 9 gol di Pasquina ed i 13 di Traspedini, vinse il campionato di serie B, approdando per la prima volta in Serie A, 54 anni dopo la sua fondazione.
Per il campionato di Serie A 1964-1965 si rinforzò con due forti centrocampisti stranieri: lo svedese Kurt Andersson e il tedesco Horst Szymaniak, nazionale tedesco con due mondiali alle spalle. Nella prima stagione nella massima serie raggiunse la salvezza matematica a poche giornate dal termine. Alla fine fu undicesima, con 30 punti, due in più del Genoa terzultima retrocessa.
Furono questi gli anni in cui si impose alla testa del club il magnate degli elettrodomestici Giovanni Borghi. La squadra venne parzialmente rivoluzionata, ma arrivarono comunque giocatori importanti come i centravanti Boninsegna, allora ancora una giovane promessa, e il francese Nestor Combin. La squadra venne affidata a Pietro Magni ma, sin dalla prima giornata, il Varese si trovò in ultima posizione. Vinse la sua prima partita alla ventitreesima giornata (2-1 in casa con il Torino) ed alla fine saranno solo due le vittorie e 15 punti in totale.

### "Schiacciata la Juve da cinque gol"

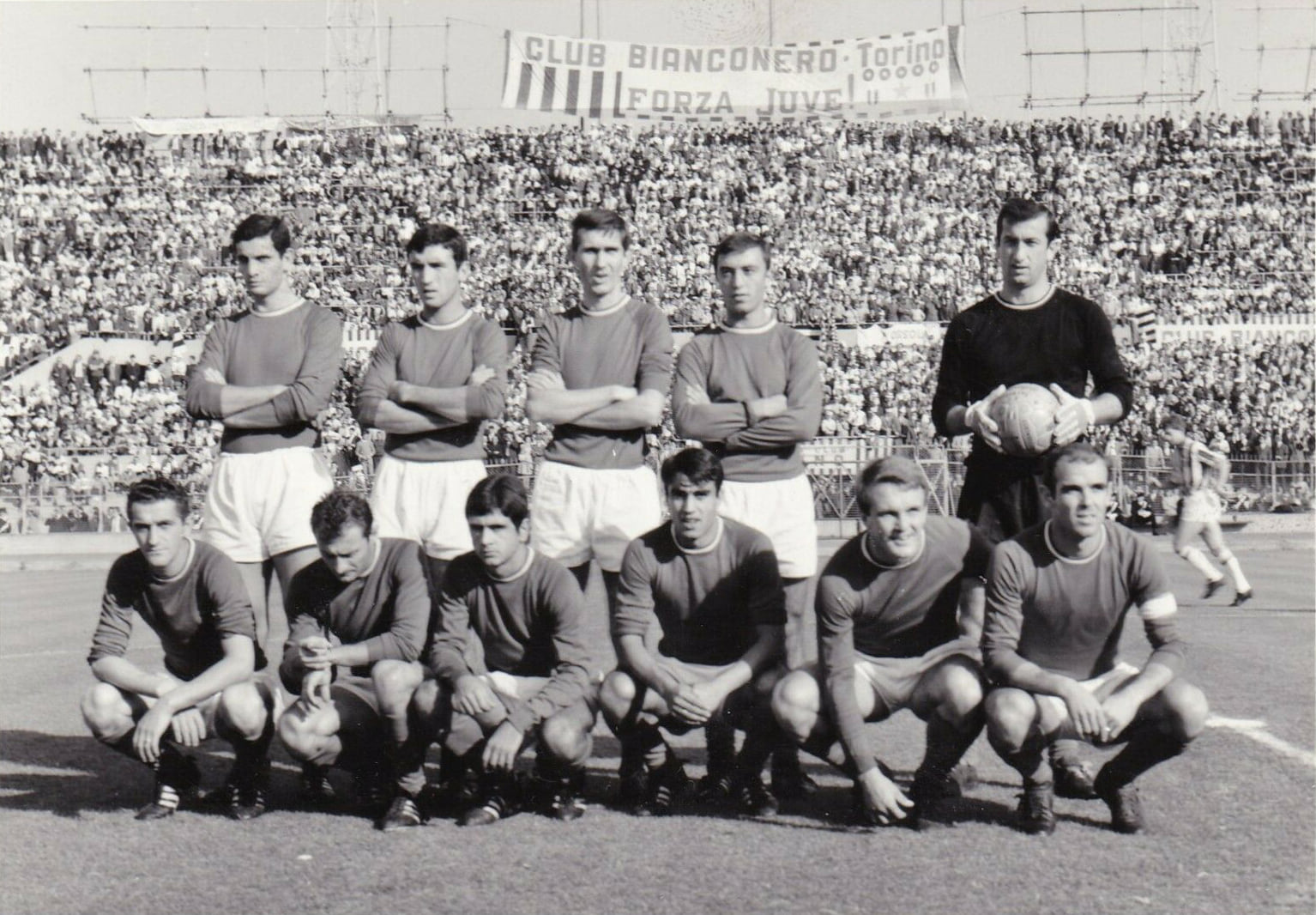
Il neopromosso Varese della stagione 1967-1968, ottavo classificato in Serie A.

Per il campionato 1966-67 in serie B il presidente Borghi affidò la panchina a Bruno Arcari e la rosa dell'anno precedente fu smembrata: tra gli acquisti un giovanissimo attaccante catanese, Pietro Anastasi. Il Varese sorprese tutti e si classificò al secondo posto, guadagnandosi il diritto di partecipare nuovamente alla serie A. Per il nuovo campionato "Mister Ignis" rinforzò la squadra con il celeberrimo libero dell'Inter e della nazionale Armando Picchi, i centrocampisti Mario Mereghetti e Giuseppe Tamborini e l'attaccante Giovanni Vastola, tra gli altri. Tra i risultati ottenuti dai biancorossi nella massima serie spiccano la vittoria per 5-0 contro la Juventus al "Franco Ossola": mattatore della partita fu Pietro Anastasi, autore di tre reti, che l'anno dopo si trasferì alla società bianconera.
 Varese F.C. - Juventus F.C.
Varese F.C.: Da Pozzo, R. Sogliano, Picchi, Borghi, Cresci, Dellagiovanna, Leonardi, Tamborini, Anastasi, Burlando, Vastola. Allenatore: Arcari.
Juventus: Anzolin, Coramini, Leoncini, Sarti, Castano, Salvadore, Favalli, Del Sol, Zigoni, Sacco, Menichelli. Allenatore: Herrera.
Arbitro: Sbardella di Roma
Marcatori: 20' Anastasi, 30' Leonardi, 64' Vastola, 65' Anastasi, 87' Anastasi.
Spettatori: 19.700
Il Varese fu per lungo tempo secondo in classifica. A cinque giornate dal termine Picchi s'infortunò con la nazionale e la squadra non riuscì a riconfermarsi al livello precedente, non vinse più una partita e scivolò al settimo posto, comunque il migliore risultato di sempre ed il ricordo di un campionato memorabile.

### Le ultime stagioni in Serie A
La stagione successiva non riuscì a ripetere la performance dell'anno precedente e retrocedette all'ultima giornata, con un solo punto dalla soglia della salvezza. La permanenza in serie B durò nuovamente un solo anno: sotto la guida di Nils Liedholm, uno dei primi allenatori che applicavano la zona, il Varese vinse il campionato cadetto. Nella rosa di quell'anno figuravano Ariedo Braida e un giovane Roberto Bettega, quest'ultimo all'esordio tra i professionisti, a fine stagione entrambi capocannonieri del campionato. In quell'annata la squadra raggiunse il suo miglior piazzamento in Coppa Italia: dopo aver eliminato squadre come Milan e Fiorentina, arrivò nel girone finale assieme a Torino, Cagliari e Bologna, dove si piazzò al quarto posto.
Nella serie A 1970-1971 Liedholm portò la squadra ad una sofferta ma sorprendente salvezza, ottenuta all'ultima giornata grazie alla vittoria in casa per 3-0 con il Foggia. Di questa stagione è da ricordare la vittoria a San Siro contro il Milan capolista. Al termine della stagione disputò la Coppa delle Alpi 1971 dove affrontò il Losanna (1-0 e 1-1) ed il Basilea (0-1 e 1-0). Nel campionato successivo la rosa venne indebolita, Liedholm passo alla Fiorentina e la guida tecnica fu approssimativa. Sulla panchina si alternarono Sergio Brighenti, Giancarlo Cadè e Pietro Maroso ed il Varese ottenne un'unica vittoria, alla penultima giornata 4-0 in trasferta con la Lanerossi Vicenza. Al termine del campionato, ultimissima con soli 13 punti, retrocedette per la terza volta in Serie B.

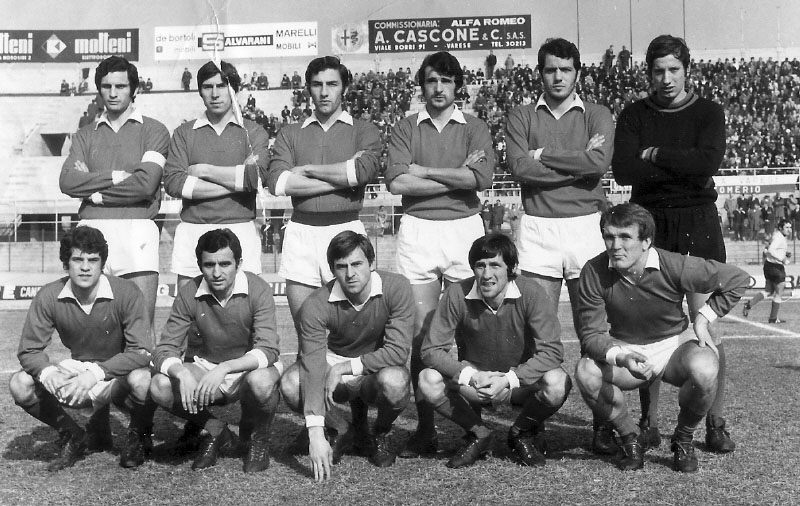
Il Varese della stagione 1969-1970, vincitore del campionato di Serie B e quarto classificato in Coppa Italia.

Per il campionato di serie B la società puntò sui giovani, tra i quali i futuri campioni del mondo Gentile e Marini, e come allenatore venne riconfermato Pietro Maroso. Al termine del campionato concluse al sesto posto, fallendo la promozione. L'anno dopo vennero ceduti i migliori giocatori, Gentile alla Juventus, Massimelli e Mascheroni. Trascinato dai gol di Egidio Calloni e Giacomo Libera, vinse per la terza volta il campionato di serie B ed ottenne la quarta promozione per il suo settimo campionato in massima serie.
Per la stagione 1974-1975 la società cedette i suoi migliori giocatori, tra cui Calloni al Milan. Nonostante ciò, nella prima giornata riuscì a battere in casa l'Inter 2-0, grazie ai gol delle punte Sperotto e Libera. Durante il campionato arrivarono solo altre due vittorie e pian piano scivolò all'ultimo posto.

### La retrocessione in C e l'arrivo di Fascetti
Dopo la retrocessione del 1975, la squadra biancorossa retrocesse in serie C1 nella stagione 1978-79. Nelle ultime gare del campionato venne chiamato in panchina un giovane allenatore toscano, Eugenio Fascetti, riconfermato anche per la stagione successiva durante la quale, basandosi su un gioco che ricordava il calcio totale dell'Olanda di Cruijff e Krol, dominò il campionato di serie C1 1979-1980. Nel 1980-81 fu quindi nuovamente serie B, stagione passata sul filo della retrocessione ma, grazie al gioco espresso dai giovani varesini, fra i quali un giovane Turchetta e la fiducia del presidente Mario Colantuoni verso Fascetti, il Varese riuscì a salvarsi.
Il 17 maggio, dopo la sconfitta al San Nicola contro il Bari per 2-1, lo spettro della retrocessione era palpabile: a parte il Monza attardato, il Varese era fermo a 25 punti, a pari merito con Atalanta, Taranto e Palermo. Queste ultime due, partite con una penalizzazione di 5 punti per le condanne legate allo scandalo del Totonero, che investì il calcio italiano nella primavera del 1980.
Un'importante vittoria a Ferrara per 4-1 contro la SPAL portò il Varese oltre la soglia della retrocessione, quint'ultimo a pari merito del Lanerossi Vicenza e con un punto di vantaggio sul Palermo. La gara successiva vide i biancorossi affrontare in casa proprio la squadra vicentina e la gara finì 1-1. Una sconfitta a Rimini, che lottava per agguantare la salvezza, e la vittoria casalinga del Palermo nel derby con il Catania riportarono il Varese al quart'ultimo posto, a braccetto dei vicentini. Una seconda vittoria esterna a Monza per 1-0 consolidò la classifica dei biancorossi e, a 270 minuti dalla fine del campionato, solo il Monza pareva condannato mentre Bari, Lecce ed Hellas Verona erano a 32 punti, Varese, Palermo e Lanerossi a 30, Atalanta 29 e Taranto 28. Il Varese riuscì a strappare un punto alla Sampdoria, un punto agli scaligeri al Bentegodi ed arrivò all'ultima giornata con un punto di vantaggio sul Lanerossi Vicenza che, nonostante il pareggio esterno all'Olimpico contro la Lazio, pagò cara la sconfitta interna contro il Foggia.
Il Pisa, ormai salvo, si presentò il 21 giugno al Franco Ossola dove venne sconfitto per 4-0 consentendo alla squadra biancorossa di festeggiare la permanenza in Serie B.
 Lazio -  Varese F.C. 
Lazio: Moscatelli, Spinozzi, Chiarenza, Pochesci, Pighin, Sanguin, Vagheggi, Badiani, D'Amico, De Nadai, Surro (62' Bigon). Allenatore: Clagluna.
Varese F.C.: Rampulla, Vincenzi, Salvadé (78' Palano), Strappa, Limido, Cerantola, Di Giovanni, Mauti (32' Scaglia), Mastalli, Bongiorni, Turchetta. Allenatore: Fascetti
Arbitro: Agnolin di Bassano del Grappa
Marcatori: 6' Turchetta, 14' Bongiorni, 26' D'Amico (rigore), 28' D'Amico, 73' D'Amico (rigore).
Nel 1981-82 il Varese sfiorò la promozione in serie A. Sempre sotto la guida di Fascetti, un gruppo che poteva contare su Zunico, Limido, Bongiorni, Strappa, Scaglia, Auteri e Mastalli, affrontò con piglio e spirito un campionato che si rivelò uno fra i più belli negli ultimi 30 anni per la società biancorossa. Portatasi in testa fin dalle prime giornate con quattro vittorie, 1-0 in casa con la Cremonese, 2-0 a Catania, 2-1 a Pescara ed 1-0 in casa con il Verona, ed un pareggio casalingo con la Reggiana alla terza di campionato, vi rimase fin'oltre la metà stagione. I 25 punti del girone di andata e le sole due sconfitte, con Sampdoria e Palermo fuori casa, diedero vita alla speranza che la squadra potesse tornare in Serie A.
Molti pareggi esterni ed interni, alcuni clamorosi come quello casalingo con il Brescia, non aiutarono la squadra a fare l'allungo decisivo in un campionato dalle molte protagoniste. Il Varese uscì dall'inverno con il primo posto in mano, dopo una vittoria per 2-0 sulla Sampdoria, in un Franco Ossola stracolmo. Varese e Pisa guidavano con 32 punti, seguiti da Verona e Bari a 31, Sampdoria e Palermo 29. Arrivata la primavera un pareggio a Foggia, le sconfitte con Cavese (che si impose 1-0 all'Ossola) e Rimini videro la squadra biancorossa precipitare al 5º posto. Il Pisa del presidente Romeo Anconetani prese il volo, con 37 punti, seguito da Sampdoria a 35, Verona e Bari 34. Una serie di risultati alternanti e il fatto che nessuna squadra sembrasse dominare veramente il campionato, consentì ai biancorossi di stare a ridosso delle prime posizioni. Le vittorie negli scontri diretti casalinghi con Pisa (1-0) e Palermo (3-1) alleviarono i rimpianti per i punti persi con Perugia e Sambenedettese, due sconfitte per un solo gol di scarto ed il pareggio per 0-0 col Brescia, al Rigamonti. A cinque giornate dalla fine il Varese aveva tre punti di ritardo da Pisa, Samp e Verona. Tre vittorie consecutive riportarono a galla la speranza, ma i sei punti guadagnati contro Lecce, SPAL e Bari non fecero altro che diminuire il distacco da Verona e Sampdoria, in testa a 46 punti, e Pisa, secondo a 45.

Eugenio Fascetti e un giovane Giuseppe Marotta, rispettivamente allenatore e diesse del Varese nella stagione 1981-1982, in cui i bosini sfiorarono il ritorno in Serie A.

La promozione si sarebbe decisa nelle ultime due gare: il Varese si recava a Roma, sponda Lazio, che dopo un campionato a centro classifica doveva vincere per salvarsi. Qui i lombardi passarono dalla favorevole situazione di 2-1 ad una sconfitta per 3-2. Le tre compagini di testa pareggiarono e quello che pareva essere un aggancio si tramutò nella fine delle speranze. Verona e Sampdoria erano già in A, il Pisa doveva solo pareggiare nella sfida casalinga con la Reggiana, e così fu. Il Varese chiuse quarto a pari merito del Bari, a due punti dal terzo posto.
La stagione 1982-1983, fu condizionata dai tanti pareggi, alla fine ben 19 e dopo un inizio assai incerto, 12 punti dopo 15 giornate, 3 vittorie consecutive fra il sedicesimo ed il diciottesimo turno riportarono la squadra a metà classifica dove rimase per tutta la stagione. Prima della fine del campionato Fascetti lasciò la guida della squadra, sostituito dall'ex portiere Mario Barluzzi.
Nel 1983, la panchina biancorossa fu affidata ad Enrico Catuzzi. Il passaggio del turno di Coppa Italia e l'inizio del campionato con 3 vittorie in 6 gare e 8 punti conquistati fecero pensare a un nuovo campionato da protagonisti. In realtà la squadra si salvò matematicamente solo all'ultima giornata vincendo in Calabria su un Catanzaro già retrocesso.

### Il ritiro di Colantuoni e la retrocessione in C1
La stagione 1984-1985 portò ad un cambiamento nel panorama societario, il presidente Colantuoni decise di ritirarsi e la società venne gestita da Marotta. Varese e Triestina si scambiarono vari giocatori, dieci in totale. In Coppa Italia la squadra mostrò l'incapacità di segnare e mancò la qualificazione al turno successivo, 5 pareggi, 4 volte 0-0 con Genoa, Pistoiese e Padova, fuori casa. Al Franco Ossola divise la posta a reti bianche con la Roma e gli unici gol furono in un 2-2 interno con la Lazio.
Il campionato iniziò con una vittoria sul Genoa. Alla fine del girone di andata le vittorie furono 5 e la squadra si trovò a metà classifica. Fra il 18º turno ed il 33º turno ottenne solo 11 punti, ritrovandosi terz'ultima per la prima volta dall'inizio del campionato. Due vittorie consecutive a San Benedetto del Tronto ed in casa con il Taranto diedero l'impressione che la squadra fosse capace di uno sprint finale. A 270 minuti dalla fine il Varese aveva 32 punti, a pari merito di Arezzo, Bologna,Catania, Campobasso e Monza, mentre Sambenedettese e Padova erano ferme a quota 31. Parma e Taranto già retrocesse. I biancorossi si recarono a Parma, dove raccolsero un solo punto, ma rimasero comunque davanti alle altre possibili retrocesse, Arezzo e Padova. Alla penultima giornata il Varese ricevette il Bologna ed i felsinei sbancarono lo Stadio Ossola. Il Varese si ritrovò in un gruppo di tre squadre ferme a 33 punti, che si giocavano un solo posto disponibile. A 34 punti Arezzo, Catania e Campobasso. L'Arezzo si recò sul campo del già promosso Pisa, il Catania affrontò il Cagliari in Sardegna in un vero e proprio spareggio salvezza, il Campobasso fu impegnato in casa contro la Triestina che, pareggiando nel precedente turno casalingo con il Monza, aveva già perso il treno per la serie A, il Padova affrontava in casa il già retrocesso Taranto.
La squadra biancorossa era attesa dal Perugia, ancora in corsa per la promozione nella massima divisione, e la sconfitta al Renato Curi rese inutile conoscere i risultati delle dirette avversarie. Il Varese retrocedette in serie C1 dopo sei anni, assieme al Cagliari che, giunto dinnanzi ai biancorossi di un punto, venne ripescato nell'affare Caso Padova.
Tra le consolazioni, le 15 marcature di Gabriele Bongiorni.

## Alti e bassi tra XX e XXI secolo
Alterne fortune hanno caratterizzato la società verso la fine del XX secolo. Dopo la retrocessione in serie C1, arrivò immediatamente la discesa in serie C2.
Nel corso della stagione 1987-1988 la società (al tempo denominata Varese Calcio) vide aumentare drasticamente la propria voragine debitoria: il bilancio per l'anno 1987 viene chiuso con un passivo di 1 417 168 399 lire. A stretto giro, il patron e amministratore unico Riccardo Scandroglio si dimette, lasciando la società priva di una chiara guida manageriale. Il 21 gennaio 1988 l'assemblea dei soci e il collegio sindacale, lamentando di non essere stati messi a conoscenza per tempo della reale entità del passivo (tale da intaccare il capitale sociale) dichiarano la liquidazione volontaria del club, che verrà poi rifondato come Varese Football Club.

### 1989-1993: dalla Serie C1 alla Serie D
Nel 1989-1990 i biancorossi vinsero il campionato di Serie C2 e centrarono la promozione in C1, precedendo in classifica Pro Sesto, Palazzolo-Tegliate e Centese. Proprio contro quest'ultima squadra si disputò lo scontro decisivo, poi vinto per 1-0 dinnanzi a quasi 500 tifosi varesini giunti a Cento. La squadra, allenata da Pietro Maroso, annoverava tra le sue file giocatori di alto livello, quali Zerbio, Tatti, Andreini, Russo e Sana.
Maroso, anche se in parziale disaccordo con le decisioni della direzione societaria, venne confermato in panchina anche per l'annata 1990-1991, che si aprì con la partenza di Alessandro Tatti e la successiva cessione di Luigi Zerbio, dopo quattro stagioni in maglia biancorossa. La squadra venne rinforzata con l'acquisto dal Monza di Marco Bolis. La stagione fu sostanzialmente negativa, sebbene segnata da risultati prestigiosi quali le vittorie esterne contro Vicenza e Venezia-Mestre, entrambe squadre di prima fascia. Il Varese si ritrovò presto nelle retrovie, sicché dopo la sconfitta di Verona contro il Chievo, diretto concorrente per la salvezza, Maroso lasciò la panchina ad Alfredo Magni, che portò la squadra a giocarsi la permanenza in terza serie all'ultima giornata: ai biancorossi sarebbe bastato un punto per mantenere la categoria, ma la sconfitta contro l'Empoli sancì la retrocessione, con appena un punto di distacco dal Chievo, quint'ultimo classificato.
Nel biennio 1991-1992 il Varese, sempre guidato da Magni, si piazzò terzo nel proprio girone. In quella squadra giocava tra gli altri Francesco Vincenzi, già in forza alla Roma di Nils Liedholm che otto anni prima aveva perso la Coppa dei Campioni all'Olimpico contro il Liverpool.
Seguì poi la stagione 1992-93, che i biancorossi chiusero all'ottavo posto. Nell'estate successiva tuttavia la società, trovandosi in difficili condizioni economiche, rinunciò alla categoria e iscrisse la squadra nella serie inferiore, ovvero il Campionato Nazionale Dilettanti.

### 1993-1998: la risalita e le due Coppe Italia di Serie C
Nel massimo livello dilettantistico il Varese vinse il proprio girone davanti al Saronno: le due squadre centrarono così la promozione, i biancorossi di diritto, i biancocelesti in quanto migliore seconda. Il Varese vinse inoltre anche la Coppa Italia Dilettanti.
Il Varese militò in quarta serie per i quattro anni successivi, aggiudicandosi inoltre la Coppa Italia Serie C 1994-1995 (che gli conferì il diritto a partecipare alla Coppa Italia 1995-1996); nella stagione 1997-98 la squadra conquistò il primo posto nel proprio girone e venne promossa in Serie C1, battendo la concorrenza diretta della Pro Patria.

### 1999-2000: la Serie B persa per un soffio
Varese  -  Cittadella
Varese F.C.: Brancaccio; Gheller, Gorini, Terni, Balzaretti; Borghetti, Saverino, Centi; Pellissier (81' Zago), Comi (72' Andreini), Cavicchia (76' Foschini). Allenatore: Beretta.
A.S. Cittadella: Capecchi; Simeoni, Cinetto, Ottofaro, Filippi, Giacomin, Mazzoleni, Caverzan, Scarpa, Zalla (72' Zanon), Rimondini. Allenatore: Glerean.
Arbitro: Cannella di Palermo.
Marcatori: 8' autorete Simeoni.
 Cittadella - Varese F.C. 
A.S. Cittadella: Capecchi; Simeoni, Cinetto, Ottofaro, Filippi, Giacomin, Mazzoleni, Caverzan (88' Migliorini), Soncin (49' Zanon), Scarpa, Rimondini (67' Dalle Nogare). Allenatore: Glerean.
Varese F.C.: Brancaccio; Gheller, Gorini, Terni, Balzaretti; Borghetti, Saverino, Centi (76' Zago); Pellissier (72' Comi), Andreini, Cavicchia (55' Foschini). Allenatore: Beretta.
Arbitro: Dondarini di Finale Emilia.
Marcatori: 30' Caverzan (rig.), 94' Dalle Nogare.
Dopo una prima stagione conclusa con la salvezza, nell'annata 1999-2000 il Varese fu protagonista di un ottimo campionato: la squadra, guidata in panchina da Mario Beretta (che seppe valorizzare i talenti di Balzaretti, Saverino e Pellissier) e allestita dal direttore generale Stefano Capozucca (che nel mercato estivo si assicurò giocatori di alto livello quali Centi e Mandelli), terminò infatti il campionato di C1 al quarto posto, guadagnando l'accesso ai play-off.
Dopo aver chiuso il girone d'andata al sesto posto, a pochi punti dagli spareggi promozione, nella fase di ritorno la squadra biancorossa mise a segno 29 punti (sette in più della capolista Siena), riuscendo ad issarsi fino al quarto posto, alle spalle di Siena, Pisa e Cittadella; a fine stagione l'attacco varesino risultò il migliore del girone (con 42 reti realizzate) e la difesa la terza meno battuta. A ciò si aggiunsero il minor numero di sconfitte complessive e risultati di prestigio quali la vittoria in casa del Lecco per 5-0 e l'affermazione nel derby casalingo contro il Como per 2-1.
Tuttavia la corsa del Varese nei play-off si esaurì in due partite: gli avversari designati furono i padovani del Cittadella. I biancorossi riuscirono a imporsi nella partita d'andata al Franco Ossola per 1-0, ma persero la gara di ritorno al Tombolato di Cittadella per 2-0, venendo estromessi.
Le tre stagioni successive risultarono anonime, con la squadra attestata perlopiù a metà classifica: l'apice fu costituito dai playoff sfiorati nell'annata 2001-02.

### 2003-2004: retrocessione e fallimento
Varese F.C. - A.C. Reggiana 
Varese F.C.: Dei, Dionisio, Circati, Preite, Crisopulli, Pisanu (56' Rinino), Moro, Avallone, Fiumicelli (56' Bertani), Mussi, Porro (74' Chiarotto). Allenatore: Beruatto.
AC Reggiana: Mondini, Paramatti, Sadotti, Foschini, (62' Costa), Morello, Gissi, Cangini, Okoroji, Anaclerio (71' Azeez), Bonfanti, Campolonghi (81' Marzullo). Allenatore: Giordano.
Arbitro: Orsato di Schio
Marcatori: 52' Okoroji
 A.C. Reggiana - Varese F.C. 
AC Reggiana: Mondini, Paramatti, Sadotti, Morello, Costa, Gissi, Cangini, Okoroji, Anaclerio (62' Molinari), Bonfanti (73' Miftah), Campolonghi (32' Marzullo). Allenatore: Giordano.
Varese F.C.: Dei, Dionisio (74' Chiarotto), Circati, Preite, Crisopulli, Moro, Avallone (79' Pisanu), Rinino, Porro, Fiumicelli (46' Mussi), Bertani. Allenatore: Beruatto.
Arbitro: Pierpaoli di Firenze
Marcatori: 36' Marzullo, 48' Bertani, 60' Mussi.
La stagione 2003-2004 si aprì con la nomina a direttore sportivo di Luciano Serra e la conferma in panchina di mister Giorgio Roselli. Sistemato il fronte societario, il nuovo d.s. badò al mercato: Dino Fava venne riscattato alle buste e subito venne destinato alla serie A, al fine di racimolare i fondi necessari per realizzare un buon calciomercato. La cessione eccellente all'AlbinoLeffe del capitano Edoardo Gorini, il cui contratto non venne rinnovato dopo dieci anni, fu il primo addio in casa biancorossa, seguito da quello di Ivan Tolotti, con cui la società non raggiunse l'accordo per il rinnovo. Al suo posto venne acquistato Giovanni Langella dal Giulianova, mentre dalla Pro Patria arrivò l'esterno sinistro Vanni Chiarotto. Questi furono gli unici due acquisti della prima parte del mercato.
Il 23 luglio, con le transazioni sostanzialmente in stallo in attesa della cessione di Fava e la squadra ormai in partenza per il ritiro di Bormio, arrivò improvvisamente la notizia dell'esonero del tecnico Roselli, che pagò il rapporto divenuto conflittuale con la dirigenza. Al suo posto venne chiamato Giuseppe Sannino. Durante il ritiro giunsero gli innesti di Moro dalla Sangiovannese, Crisopulli dal Mantova ed il difensore Dionisio dal Cagliari; la squadra affrontò così il primo impegno stagionale in Coppa Italia contro il Monza, che si impose per 3-2. Seguì l'addio del neo-capitano Bandirali, ceduto al Pavia in cambio di Andrea Preite, uomo di fiducia del tecnico Sannino.
Nel mese di agosto il Varese protestò contro il ripescaggio della Fiorentina in Serie B: l'amministratore Claudio Turri paventò finanche il blocco del campionato. Frattanto Fava venne ceduto all'Udinese ed al suo posto arrivò Andrea Mussi dall'Arezzo. Con le importanti conferme di Dei, Avallone, Porro (inizialmente fuori squadra), Rinino e Fiumicelli, la società chiuse il mercato.
Il campionato iniziò con due pareggi, contro Rimini e Pavia, ma già a fine settembre iniziarono i primi problemi: diversi giocatori lamentarono di non percepire lo stipendio da maggio e la squadra giunse a proclamare uno sciopero degli allenamenti. Al termine del girone di andata il Varese, con solo quattro vittorie all'attivo, si ritrovò al terz'ultimo posto in classifica. Nel mercato di gennaio si fecero i nomi (poi non concretizzati) di Giovanni Martusciello, Paolo Sciaccaluga e Gerardo Alfano; gli acquisti effettivi furono Andrea Pisanu dal Verona, Cristian Bertani dal Como, lo svizzero Antonio Esposito ed il difensore Caselli dalla Reggiana. In campionato Sannino pagò la mancanza di vittorie e, contestualmente all'ingresso nei quadri societari di Stefano Tacconi, venne esonerato e sostituito da Paolo Beruatto. Al contempo entrò in carica il direttore generale Fabrizio Cabrini.
La situazione non cambiò e, con due sole vittorie, il Varese chiuse il proprio girone al 16º posto, ritrovandosi così ai play-out contro la Reggiana. Nella gara di andata sul campo di casa la squadra biancorossa finì sconfitta 0-1, mentre una settimana dopo a Reggio Emilia batté i granata 1-2; ciò non fu tuttavia sufficiente a evitare la retrocessione, dato il miglior piazzamento in classifica degli emiliani.
Al termine della stagione, nonostante il d.g. Cabrini si fosse già messo all'opera per allestire la squadra per la futura stagione in C2, i dubbi sulla solidità societaria e sulle possibilità del Varese (debitore di 207 000 euro alla Lega Calcio) di proseguire l'attività si fecero sempre più insistenti.

### Il fallimento del 2004
Nell'estate del 2004 la famiglia Turri non riuscì a presentare le garanzie richieste dalla Federazione per l'iscrizione al campionato di Serie C2; dal canto suo Stefano Tacconi non fu capace di trovare nuovi investitori ed anche il tentativo del politico Giancarlo Giorgetti di avvicinare la dirigenza ad una cordata di imprenditori locali fallì.
Ai sensi dei regolamenti federali la guida della società venne assunta dal sindaco di Varese Aldo Fumagalli, che iniziò a sondare gli imprenditori interessati a guidare una nuova società che rilevasse la tradizione sportiva biancorossa, ripartendo dal campionato di Eccellenza usufruendo del Lodo Petrucci.
Il 18 luglio il Varese Football Club venne estromesso dal calcio professionistico su sentenza della Covisoc e di lì a poco venne fondata una nuova società, denominata Associazione Sportiva Varese 1910, guidata dall'amministrazione comunale con a capo il sindaco Aldo Fumagalli, l'assessore allo sport Marco Caccianiga ed il consigliere comunale della Lega Nord Sergio Terzaghi. L'imprenditore Erminio Dall'Oglio fece da capofila ad una cordata di imprenditori locali interessati alla società, cui diede il suo apporto anche l'onorevole Giorgetti. Dopo diversi giorni di attesa, segnati da notizie contrastanti riguardo alle decisioni della Covisoc, il 27 luglio il Consiglio federale ratificò l'esclusione del Varese FC dal campionato di Serie C2, rigettando tutti i tentativi di ricorso della famiglia Turri.
Il "nuovo" Varese 1910 passò quindi nelle mani della già citata cordata di imprenditori varesini ed iniziò a delinearsi la dirigenza: il ruolo di presidente fu ricoperto da Peo Maroso, ex bandiera della squadra sia da calciatore sia da allenatore, mentre il vicepresidente era Riccardo Sogliano, altro ex giocatore biancorosso; gli altri consiglieri erano l'imprenditore Luca Balzaretti ed il cavalier Erminio Dall'Oglio, oltre allo stesso Sergio Terzaghi. La società riuscì ad affiliarsi alla Federcalcio, ma inizialmente non seppe a quale campionato iscriversi, dati i concomitanti ricorsi della famiglia Turri per salvare il vecchio Varese FC.
Il mese di agosto fu così segnato dalle vicende di due differenti società: la famiglia Turri era infatti riuscita a presentare le garanzie atte a ottenere il ripescaggio in C2 del vecchio Varese Football Club, mentre il Varese 1910 presentò il nuovo presidente, l'imprenditore malnatese Elia Azzalin, che diede la disponibilità a fornire i 400 000 euro necessari per garantire le fidejussioni di adesione al Lodo. Il 7 agosto la Camera di conciliazione del Coni rigettò l'ennesimo ricorso dei Turri, accelerando il percorso verso la scomparsa del Varese F.C., mentre la nuova società trovò in Azzalin le garanzie economiche necessarie ad intraprendere il campionato di Eccellenza con una squadra in grado di puntare subito alla promozione.
L'11 agosto però, nel momento di formalizzare il ricorso al Lodo Petrucci, Azzalin fece un passo indietro, rifiutandosi di versare senza garanzie scritte i 400 000 euro di fidejussione necessari. Le ultime speranze per evitare di ripartire dalla Terza Categoria (ultimo livello del calcio italiano) rimasero dunque il ripescaggio per meriti sportivi o il ricorso presentato al TAR dai Turri. Il giorno seguente da Roma giunse tuttavia una sentenza di tribunale che illegittimò il Lodo Petrucci in riferimento al caso del Napoli. I 400 000 euro richiesti da tale procedura per ripianare i debiti del Varese F.C., dal quale era stato acquistato il titolo sportivo, che né la cordata dei varesini Maroso-Sogliano né il gruppo di Elia Azzalin erano disposti a sottoscrivere, non furono quindi più necessari e la società venne iscritta senza ulteriori problemi al campionato lombardo di Eccellenza.

## La rinascita con Sogliano

### 2004-2005: rifondazione e ripartenza dall'Eccellenza
A.S. Varese 1910 - Tritium  
A.S. Varese: Verderame, Pisano, Cervellin, Pascuccio, Troiano, Cavallaro, A. Fernandez (115' M. Fernandez), Garcia (83' Arena), Sehic, Croci, Giordano (75' Adzaip). Allenatore: Mangia.
Tritium: Berretta, Maffi (70' Brambilla), Locatelli, Terzi, Turani, Masserini, Mavilla, Borghetti, Pesenti, Cortinovis (109' Franchini), Caiazza (76' Pelizzoli). Allenatore: Mismetti.
Arbitro: Carrucciu di Cagliari.
Marcatori: 121' Brambilla.
Spettatori: 3.000 circa
Il 18 agosto 2004 la nuova squadra, composta inizialmente da soli 16 giocatori, si radunò allo stadio Franco Ossola per sostenere il primo allenamento, guidato dal nuovo tecnico Mario Belluzzo. Si era frattanto definito il nuovo vertice societario, composto perlopiù da varesini e da ex calciatori e dirigenti legati a squadra e città: il presidente era Pietro Maroso, vicepresidente e patròn Riccardo Sogliano, direttore sportivo Silvio Papini e direttore generale Luca Sean Sogliano. La squadra era costituita perlopiù da giovani con qualche elemento di maggior esperienza; l'obiettivo dichiarato fu la leadership del proprio girone di Eccellenza, per conseguire l'immediata promozione in Serie D.
Grazie alle reti di Giacomo Croci e dello sloveno Sanel Sehic (che ne metterà in totale a segno 24 tra campionato e play-off), la squadra biancorossa si trovò subito a lottare per le prime posizioni del girone A; i risultati tuttavia migliorarono ulteriormente alla fine di ottobre, allorché Belluzzo lasciò il posto a Devis Mangia, già allenatore della selezione Berretti varesina. La nuova gestione tecnica debuttò con tre sconfitte nelle prime cinque gare, ma seppe poi collezionare una lunga serie di risultati utili consecutivi, issandosi fino alla seconda posizione finale (alle spalle del solo Fanfulla), valevole per l'accesso ai play-off promozione.
Il Varese debuttò negli spareggi battendo la Fulgor Cardano in semifinale regionale (0-0 a Cardano e 1-0 in casa); il successivo pareggio per 2-2 nella finale contro il Gavirate (con doppietta di Sehic) assicurò ai biancorossi la qualificazione agli spareggi nazionali in virtù della miglior posizione in classifica. Nella seconda fase il Varese affrontò la Tritium, arrivata seconda nel girone B lombardo: la gara d'andata si concluse 0-0 sul campo di Trezzo sull'Adda, mentre il ritorno sul campo di Varese vide la vittoria degli ospiti per 0-1 ai supplementari, che conquistarono quindi la promozione in Serie D.
Nonostante la sconfitta, la società rese noto di confidare nel ripescaggio nella serie superiore.

### 2005-2006: ripescaggio in Serie D e promozione in C2
L'avvicinamento alla stagione 2005-2006 fu segnata dall'incertezza riguardo alla serie in cui la squadra sarebbe stata impegnata: la dirigenza presentò quindi domanda d'iscrizione sia al campionato di Eccellenza che a quelli di Serie D e Serie C2. Contestualmente, per bocca di Riccardo Sogliano, si iniziò anche a discutere in merito alla necessità di ricostruire lo stadio (data l'obsolescenza del Franco Ossola) e dotare il club di un opportuno centro sportivo: in quei mesi una prima proposta fu approvata dal Consiglio comunale varesino, seppur con qualche giudizio contrario.
La stagione si aprì ufficialmente il 23 luglio 2005 con la presentazione della squadra, peraltro ancora in attesa ancora di sapere quale campionato avrebbe dovuto affrontare. La rosa, sempre guidata di Devis Mangia, venne rinforzata con gli acquisti di Paolo Cozzi, esperto difensore con una lunga militanza in Serie B, del portiere Dei Forti dal Milan, del difensore Dionisi e del centrocampista Gemmi, oltre alle riconferme di due dei protagonisti della stagione precedente, Sanel Sehic e Troiano.
Frattanto il Consiglio federale escluse la possibilità di un ripescaggio diretto in Serie C2 e il 23 agosto comunicò l'ammissione della società biancorossa al girone A di Serie D (insieme a squadre lombarde, piemontesi e liguri). La rosa venne ulteriormente rinforzata con l'acquisto dell'ala Franco Lepore dalle giovanili del Lecce, del centrocampista scuola Padova Enrico Bortolotto e soprattutto del bomber Alessandro Corallo.
Il Varese debuttò ufficialmente in Coppa Italia Serie D con una vittoria sul campo del Seregno per 1-0, con rete di Sanel Sehic. Meno fortunato fu l'esordio in campionato, con una sola vittoria nelle prime tre gare; la squadra seppe tuttavia invertire la tendenza e chiuse infine al primo posto il proprio girone, precedendo l'USO Calcio e garantendosi la matematica promozione in Serie C2 con tre giornate di anticipo grazie al pareggio per 3-3 ottenuto il 9 aprile 2006 contro la Castellettese.
La vittoria nel girone valse l'accesso alla Poule Scudetto della quinta serie, ove il Varese venne eliminato in semifinale dalla Paganese.

### 2006-2007: salvezza all'ultima giornata
Terminata la stagione con la promozione, la squadra venne iscritta la campionato di Serie C2, ma inizialmente il mercato rimase fermo in attesa della decisione del Comune riguardo alla costruzione del nuovo stadio (poi non concretizzata). Venne frattanto ingaggiato Moreno Ferrario, ex giocatore biancorosso degli anni 1970, come nuovo allenatore della Berretti, mentre Roberto Lorenzini venne insediato alla guida degli Allievi Nazionali.
Il mercato venne infine aperto con le cessioni di Sanel Sehic al Bellinzona e Alessandro Corallo alla Paganese; gli subentrarono il giovane attaccante Emanuele Ferrario, proveniente dal Lecco e scuola Milan, i difensori Claiton e David Silva, ambedue brasiliani rispettivamente di scuola Milan e Chievo, e i centrocampisti Paolo Grossi e Rosario La Marca. Come nuovo portiere venne ingaggiato Giacomo Bindi dalla primavera dell'Inter. Dopo l'acquisto di Claudio Miale e Luca Pace, la dirigenza mise a segno un colpo prestigioso mettendo sotto contratto il bomber Gianluca Savoldi; con le riconferme di Pisano, Lepore, Confeggi, Bortolotto e del capitano Claudio Macchi, la squadra di Devis Mangia era pronta per la nuova stagione. Le prime gare ufficiali furono quelle della Coppa Italia di Serie C, ove il Varese portò a casa tre vittorie in altrettante partite. Anche in campionato partì bene, con una serie di otto risultati utili consecutivi, che lo portarono a soli tre punti dalla vetta. Una successiva serie di scarsi risultati, legati anche all'assenza del bomber Savoldi (bloccato da un infortunio al ginocchio e che a dicembre lasciò la squadra per problemi personali), portò la squadra al termine del girone di andata a centro classifica, vicina ai play-out ma ancora in corsa per i play-off. Nel mercato di gennaio il direttore generale Sean Sogliano inserì in rosa Morgan Egbedi, attaccante nigeriano dal Monza, Luca Fiumicelli dal Brescia, Davide Bottone centrocampista del Torino e Stefano del Sante dal Pizzighettone. I nuovi acquisti non risollevarono la situazione ed il girone di ritorno fu segnato da vari pareggi e sconfitte, con solo quattro vittorie, l'ultima delle quali determinante per la salvezza e conquistata all'ultima giornata, il 13 maggio 2007, sul campo della Valenzana per 3-2 (con doppietta di Del Sante e rigore di Grossi in pieno recupero).
Al termine della stagione, il 9 giugno Devis Mangia lasciò la squadra e passò sulla panchina della Tritium; contestualmente tornò d'attualità la questione relativa al progetto del nuovo stadio di Masnago.

### 2007-2008: tra alti e bassi
A seguito dell'approvazione del progetto preliminare del nuovo stadio (destinato tuttavia a non avere seguito), la squadra venne nuovamente iscritta al campionato di Serie C2. Al posto di Devis Mangia, alla guida della squadra venne promosso Roberto Lorenzini, già allenatore degli Allievi Nazionali, alla prima avventura nel calcio professionistico; al suo fianco vennero nominati Oscar Verderame (allenatore dei portieri), Giorgio Panzarasa (nuovo preparatore atletico in luogo di Marco Baruffatto) e il viceallenatore Pietro Carmignani. Cambiò anche l'organigramma della società, con Massimiliano Dibrogni subentrato nel ruolo di segretario generale a Capuzzo, frattanto passato all'Alghero. Sul fronte del mercato sfumò l'acquisizione di Bottone alle buste, mentre Egbedi tornò alla Pro Vercelli, Pisano passò al Pisa, Dionisi e Bortolotto alla Tritium di Mangia e Troiano alla Pro Belvedere Vercelli. Tra i nuovi innesti vi furono Giuseppe Casisa dal Gallipoli (via Pisa), Pietro Tripoli dalla Sambenedettese ed il difensore nigeriano Jero Shakpoke. In porta venne inserito Alessandro Lorello (prelevato dall'Alghero), mentre al centro dell'attacco arrivarono Michele Sergi dalla Vigor Lamezia e il giovane brasiliano Denilson Gabionetta. Con le riconferme di diversi giocatori della stagione precedente e la promozione di qualche giovane, la rosa venne completata. La stagione iniziò con la Coppa Italia di Serie C, ove la squadra varesina dominò il proprio girone, salvo poi uscire ai sedicesimi contro il Rodengo Saiano.
La prima parte del campionato vide la formazione biancorossa portarsi a ridosso dei play-off, poi sfumati a causa dei risultati negativi tra la 14ª e la 18ª giornata; nel mercato di gennaio la società badò a massimizzare i profitti, mantenendo inalterato il valore della squadra: Francesco Luoni e Marco Giovio vennero ceduti rispettivamente ad AlbinoLeffe e Palermo, che in cambio cedette Noel Casisa, ma rimasero a Varese solo a fine stagione. A centrocampo venne messo sotto contratto il rumeno Dragoi, mentre il fuoriclasse brasiliano Gabionetta passò al Pisa, venendo sostituito dal connazionale Douglas. Ad essi si aggiunse il portiere Junior Costa. Tra i giovani del vivaio, Maccoppi fu ceduto in prestito al Piacenza e Paolillo al Milan. Nel girone di ritorno la squadra si ritrovò a lottare a cavallo della zona play-out, segnando poche reti e perdendo molti punti; tuttavia le vittorie in trasferta contro Mezzocorona e la capolista Lumezzane, complice la corta classifica del girone, portarono il Varese a trovarsi in una situazione paradossale, potendo lottare contemporaneamente per i play-off e per la salvezza senza play-out, a sole quattro gare dal termine.
L'8 aprile la società venne deferita dalla Procura Federale per irregolarità amministrative, riguardanti un mancato pagamento di 8.000 euro di ritenute Irpef nel giugno 2007, da cui venne poi prosciolta il 22 aprile, senza subire alcuna penalizzazione.
Nelle ultime quattro gare, determinanti per la possibile conquista dei play-off, il Varese pareggiò con l'Ivrea e perse contro il Carpenedolo, ritornando nuovamente a rischio play-out. Nella successiva gara casalinga contro la Valenzana arrivò una nuova sconfitta, che obbligò a giocarsi la permanenza in C2 all'ultima giornata di campionato, sul campo del Pizzighettone (già retrocesso in Serie D), il 4 maggio. I goal di Grossi e Sergi nel secondo tempo riuscirono infine a salvare direttamente il Varese, che chiuse la stagione regolare a 44 punti.
Frattanto, sul fronte societario, il patron Ricky Sogliano (peraltro finito sotto inchiesta della Guardia di Finanza per riciclaggio) decise di cedere la squadra, in polemica con il Comune di Varese, che aveva bocciato il progetto del nuovo stadio.

## L'era Rosati: ritorno in B e due volte sfiorata la A

### 2008-2009: protagonisti in Seconda Divisione
Alla fine del mese di giugno 2008 ancora non vi erano notizie sicure sul futuro della società dopo l'addio della famiglia Sogliano: il nome più gettonato per la presidenza era quello di Damiano Alberio, imprenditore saronnese, già presidente del settore giovanile. Nel frattempo il mercato dei giocatori inizia a muoversi con la risoluzione di due comproprietà: il portiere Alessandro Lorello ed il centrocampista Giuseppe Casisa vengono riscattati dal Pisa e lasciano Varese. Il 30 giugno arriva finalmente la notizia dell'acquisto dell'intero pacchetto azionario del club (la cui forma societaria nell'occasione viene modificata da s.r.l. a s.p.a.) da parte dell'imprenditore navale e meccanico spezzino Antonio Rosati, affiancato dall'ingegner Fogliata e dalla mini-cordata dell'ex presidente Claudio Milanese; a guidare la società nel ruolo di direttore generale rimane Sean Sogliano. Il primo passo della nuova dirigenza è la consegna della fidejussione che garantisce la partecipazione della squadra al nuovo campionato di Lega Pro Seconda Divisione. In panchina come nuovo allenatore viene "promosso" Pietro Carmignani, già secondo di Lorenzini nella precedente stagione. Con una squadra rivoluzionata dal calciomercato estivo, la prima gara ufficiale della stagione, iniziata con il ritiro a Ponte Tresa, è lo 0-0 del 17 agosto nella prima gara della Coppa Italia Lega Pro contro i rivali della Pro Patria. Il 2 ottobre, a seguito di uno stentato avvio in campionato (con soli 2 punti conquistati in 5 partite), la sconfitta 3-2 nel derby con il Como costa l'esonero a Carmignani, che viene sostituito da Giuseppe Sannino, già allenatore biancorosso nel 2003-2004. In Coppa Italia non risente della crisi che contraddistingue l'inizio del campionato e sotto la guida di Carmignani si classifica al secondo posto del girone eliminatorio. Dopo l'arrivo del nuovo allenatore, batte 3-0 il Legnano, squadra di Prima Divisione, al Mari nel Primo Turno, per poi uscire al Secondo Turno, perdendo per 4-3 dopo i tempi supplementari contro il Novara, in quel momento capolista del girone A della Prima Divisione. In campionato il club biancorosso termina il girone di andata al secondo posto, due punti dietro l'Alessandria campione d'inverno, concludendo la risalita dalla penultima posizione, dopo dodici risultati utili consecutivi e 28 punti conquistati. L'11 gennaio, alla prima giornata del girone di ritorno, grazie alla vittoria 3-0 sull'Itala San Marco l'Alessandria viene raggiunta in testa coronando la risalita dal fondo della classifica. Il primo stop dal cambio di allenatore arriva il 28 febbraio sul campo del Mezzocorona, dal quale il Varese esce battuto 1-0, interrompendo dunque a diciannove la serie di gare senza sconfitte. Rimane comunque in testa al campionato, raggiungendo il massimo vantaggio alla trentesima giornata: cinque punti sull'Alessandria. Nelle successive tre giornate però conquista solo due punti e viene agganciata dai piemontesi. Nella penultima giornata l'Alessandria, vincente a Montichiari, supera momentaneamente di un punto i varesini, che sta perdendo a Bolzano con il Südtirol-Alto Adige ma, a pochi secondi dalla fine, Bernardini realizza il gol del pareggio e le due compagini si trovano appaiate in testa alla classifica prima dell'ultima giornata. La differenza reti avantaggia i biancorossi a cui basta una vittoria in casa con il Montichiari per vincere il campionato. Vittoria che arriva il 17 maggio grazie ai gol di Grossi e Del Sante, davanti a cinquemila spettatori e permette dunque al Varese di risalire in Prima Divisione dopo cinque anni di assenza.
Come vincitrice del girone A di Seconda Divisione, partecipa alla Supercoppa di Lega Seconda Divisione insieme a Figline e Cosenza. Nella prima gara viene raggiunta sul 2-2 dal Figline guidato da Enrico Chiesa nei minuti conclusivi, dopo essersi portata in vantaggio con Milanese e Tripoli, mentre nella seconda supera con i gol dello stesso Milanese e Grossi il Cosenza 1-2. Nell'ultima gara il Figline batte i calabresi 3-0, raggiungendo il Varese a quattro punti ed aggiudicandosi il trofeo grazie alla migliore differenza reti.

### 2009-2010: centenario e ritorno in Serie B
Cremonese - Varese  
Cremonese: Paoloni; A. Bianchi, Viali, Cremonesi, Malacarne (Sales dal 18’ st); Fietta, Burrai, Tacchinardi; Nizzetto (Carotti dal 33’ st), Musetti, Villar (Guidetti dal 1’ st). 
Allenatore: Venturato.
Varese: Moreau; Pisano, Camisa, Preite (Dos Santos dal 34’ pt), Armenise; Zecchin, Buzzegoli, Corti, Carrozza; Neto Pereira (Osuji dal 28’ st), Momenté (Del Sante dal 33’ st).
Allenatore: Sannino.
Arbitro: Massa di Imperia.
Marcatori: 22' Tacchinardi
 Varese - Cremonese 
Varese: Moreau; Pisano, Preite (Gambadori dal 28’ st), Dos Santos, Camisa (Osuji dal 21’ st); Carrozza, Buzzegoli, Corti, Zecchin; Neto Pereira, Tripoli (Del Sante dal 5’ st).
Allenatore: Sannino.
Cremonese: Paoloni; A. Bianchi, Viali, Cremonesi, Malacarne; Fietta, Zanchetta (Carotti dall’11’ st), Tacchinardi; Guidetti (Villar dal 29’ st), Musetti, Nizzetto.
Allenatore: Venturato.
Arbitro: Palazzino di Ciampino (RM).
Marcatori: 80' e 90+2' (rig.) Buzzegoli
Nonostante le iniziali rimostranze del presidente Rosati, che aveva lamentato l'assenza di finanziatori e l'esistenza di difficoltà nell'effettuare l'iscrizione in Prima Divisione, questa venne garantita ed effettuata nei termini previsti dalla Lega Italiana Calcio Professionistico. La rosa venne rinnovata con il ritorno di Eros Pisano, l'arrivo dei centrocampisti Daniele Corti, Wilfred Osuji, Alessandro Carrozza e Daniele Buzzegoli e degli attaccanti Osarimen Ebagua e Matteo Momentè. Lasciano invece Varese il capitano Franco Lepore, dopo quattro stagioni in biancorosso, e Paolo Grossi (che viene sostituito da Gianpietro Zecchin).
La promozione in Prima Divisione garantisce anche la partecipazione alla Coppa Italia 2009-2010: il Varese supera il primo turno contro la Cavese ai rigori, ma la corsa si interrompe già nel secondo turno contro il Frosinone che ottiene, sempre ai rigori, il passaggio alla fase successiva.
Il campionato inizia con la vittoria 2-0 sul Perugia,, cui segue il pareggio 1-1 nel derby con il Como la settimana successiva.
Il 6 dicembre, con la vittoria in casa contro il Lecco alla sedicesima giornata, il Varese eguaglia il record di nove vittorie consecutive casalinghe di Ascoli e SPAL. Il girone di andata termina tuttavia con la netta sconfitta 4-1 contro la Cremonese, che però non pregiudica il terzo posto in classifica a sei punti dal Novara capolista. Al rientro dalla pausa invernale, il 10 gennaio il Varese vince il derby con il Como per 1-0 e migliora il record di vittorie casalinghe consecutive, allungando la serie a dieci successi e portandola ad undici successi consecutivi contro il Pergocrema.
Il 25 aprile, con il pareggio casalingo contro il Monza, il Varese guadagna la matematica certezza di partecipare ai play-off per salire in Serie B. La stagione regolare si chiude con la vittoria 5-1 sulla Cremonese, che vale la conquista del secondo posto finale. Nei play-off promozione il Varese affronta la semifinale contro il Benevento (quinta classificata): dopo il pareggio per 2-2 in terra campana, la vittoria casalinga per 2-1 garantisce l'accesso alla finale contro la Cremonese.
La gara di andata a Cremona vede il successo dei grigiorossi per 1-0, ma al ritorno, disputato a Varese il 13 giugno, la doppietta di Buzzegoli consente al Varese di ribaltare il risultato e di centrare la promozione in Serie B dopo 25 anni di assenza.

### 2010-2011: protagonisti in cadetteria, sfiorata la Serie A
Padova - Varese  
Padova: Cano; Crespo, Legati, Cesar, Renzetti; Bovo, Italiano, Cuffa (Vicente dal 23’ st); El Shaarawy (Vantaggiato dal 25’ st), Ardemagni (Drame dal 43’ st), De Paula
Allenatore: Dal Canto.
Varese: Zappino; Pisano, Pesoli (Camisa dal 17’ st), Dos Santos, Pugliese; Zecchin, Frara, Osuji, Carrozza (Nadarevic dal 3’ st); Ebagua, Neto Pereira (De Luca dal 41’ st).
Allenatore: Sannino.
Arbitro: Massa di Imperia.
Marcatori: 52' Italiano (rig.)
 Varese - Padova 
Varese: Zappino; Pisano, Pesoli, Dos Santos, Pugliese; Frara (Tripoli dal 20’ st), Osuji, Corti, Nadarevic (Alemao dal 33’ st); Ebagua, Neto Pereira (De Luca dal 23’ pt).
Allenatore: Sannino.
Padova: Cano; Crespo, Cesar, Legati, Renzetti; Bovo, Italiano, Cuffa (Vicente dal 30’ st); El Shaarawy, Ardemagni (Vantaggiato dal 22’ st), De Paula.
Allenatore: Dal Canto.
Arbitro: Tozzi di Ostia Lido .
Marcatori: 11' Pisano (V), 15' Neto Pereira (V), 20' e 72' El Shaarawy (P), 47' Legati (P), 66' De Luca (V)
La stagione 2010-2011, la prima in serie B dalla retrocessione del 1985, si può considerare la migliore nella storia calcistica moderna del Varese. La panchina biancorossa vede la conferma di Sannino, mentre la rosa viene rinforzata con acquisti "veterani" della categoria, quali Pesoli, Frara e Cellini.
La prima gara ufficiale è quella valevole per il secondo turno di Coppa Italia che vede il Varese impegnato nel derby con il Como, battuto al termine della gara per 3-1. Tuttavia il Varese verrà eliminato dalla competizione dal Catania nel turno successivo, al termine di una grande partita finita 4-3 dopo i supplementari per i siciliani.
L'esordio in campionato, il 23 agosto, vede impegnata la squadra in trasferta contro il Torino, che viene battuto 2-1 con le reti di Buzzegoli e Neto Pereira. Cinque giorni dopo nella partita dell'esordio casalingo, il Varese pareggia 0-0 contro l'Atalanta.
La vittoria in extremis, il 27 novembre, a Padova (2-3) segna la svolta del campionato biancorosso, infatti arrivano 4 vittorie consecutive. Dopo Padova appunto, il Varese vince contro Reggina (1-0) e Siena (1-0) in casa e contro il Modena (2-0) al Braglia.
Il girone di ritorno inizia come quello di andata: il 15 gennaio il Varese batte 3-0 il Torino al Franco Ossola (gol di Frara, Dos Santos e Concas) e ottiene due pareggi importanti a Bergamo (contro l'Atalanta) e a Empoli. Dopo la sconfitta di misura a Pescara la squadra incassa una serie di 14 risultati utili consecutivi (10 pareggi e 4 vittorie), conquistando così la partecipazione ai play-off. La stagione regolare si chiude con la vittoria (1-0) ai danni del Piacenza. Il Varese così chiude al quarto posto in classifica e porta il record di imbattibilità casalinga a 54 partite ufficiali (di campionato) consecutive.
Nella semifinale il Varese affronta il Padova. Il primo round, il 2 giugno, vede il successo dei veneti per 1-0. Nel ritorno (5 giugno) il Varese si fa recuperare per ben due volte e la partita termina con un pareggio (3-3) che porta il Padova (forte del successo dell'andata) a giocarsi la finale play-off per la promozione in Serie A.

### 2011-2012: la Serie A mancata alla finale play-off
Nell'estate del 2011 l'allenatore Sannino passa al Siena, mentre il ds Sogliano va al Palermo: la dirigenza decide di sostituirli rispettivamente con Benito Carbone, precedentemente allenatore del Pavia, e con l'ex giocatore Mauro Milanese. Il debutto stagionale arriva domenica 14 agosto in Coppa Italia, con il Varese che sfida in casa l'Avellino, perdendo 0-1 e uscendo subito dal trofeo. Il campionato inizia tra varie difficoltà: nelle prime 7 partite i varesotti racimolano appena 5 punti con appena 2 reti segnati, sicché dopo la sconfitta interna contro il Sassuolo Carbone viene esonerato e al suo posto viene chiamato Rolando Maran, precedentemente in carica al Vicenza. Sotto la guida del tecnico trentino la squadra si rilancia e raggiunge in pochi mesi la zona play-off, concludendo poi la stagione regolare al 5º posto. In semifinale l'avversario è il Verona. 4º in classifica. La gara d'andata al Franco Ossola viene vinta per 2-0 dal Varese mentre nella gara di ritorno la squadra di Maran resiste agli assalti dei gialloblù chiudendo sull'1-1, riuscendo a qualificarsi alla finale play-off contro la Sampdoria, 6^ nella regular season, che elimina il Sassuolo nell'altra semifinale. Nella gara d'andata al Luigi Ferraris di Genova il Varese gioca alla pari con la formazione blucerchiata, uscendo tuttavia sconfitto per 3-2 (il gol decisivo arriva solo nei minuti finali). Nella gara di ritorno, giocata in un Franco Ossola tutto esaurito, il Varese non riesce a sfondare la difesa doriana e subisce al 93' il gol di Pozzi, che riporta la Sampdoria in Serie A.

### 2012-2013: fuori dai play-off all'ultima di campionato
La stagione inizia con la partenza di Maran al Catania. Al suo posto viene chiamato l'esperto Fabrizio Castori. A causa del coinvolgimento nel calcioscommesse, il Varese patteggerà un punto di penalizzazione, patteggiamento poi accettato. La nuova stagione inizia con il secondo turno di Coppa Italia contro il Pontisola, formazione di Serie D. Il Varese fatica ma riesce a vincere in rimonta per 2-1 avanzando al terzo turno preliminare dove sfiderà il Bologna, formazione di Serie A. Una doppietta di Taider eliminerà dalla competizione il Varese, a cui non basta il gol di Momentè. L'esordio in campionato arriva il 25 agosto, quando il Varese sconfiggerà l'Ascoli per 2-0. Ma nel corso della stagione il Varese non troverà mai continuità, alternando momenti positivi a momenti difficili. Durante la stagione verrà anche respinto il ricorso per il punto di penalizzazione. Dopo la sconfitta contro la Pro Vercelli penultima, che fa uscire il Varese dalla zona play-off, Castori viene esonerato e al suo posto viene chiamato Andrea Agostinelli. Dopo due vittorie contro Ternana e Cittadella, il Varese sprecherà grandi occasioni contro Grosseto (ultimo e già retrocesso da 3 giornate) e Crotone, facendosi subire il pareggio rispettivamente al 95' e all'86'. L'ultima giornata vede proprio la sfida contro il Brescia, diretta concorrente per i play-off, lontana un solo punto dai varesini. Il Varese uscirà sconfitto per 2-0 e dirà addio ai play-off proprio all'ultima giornata.

## La gestione Laurenza

### 2013-2014: cambio di proprietà e salvezza ai play-out

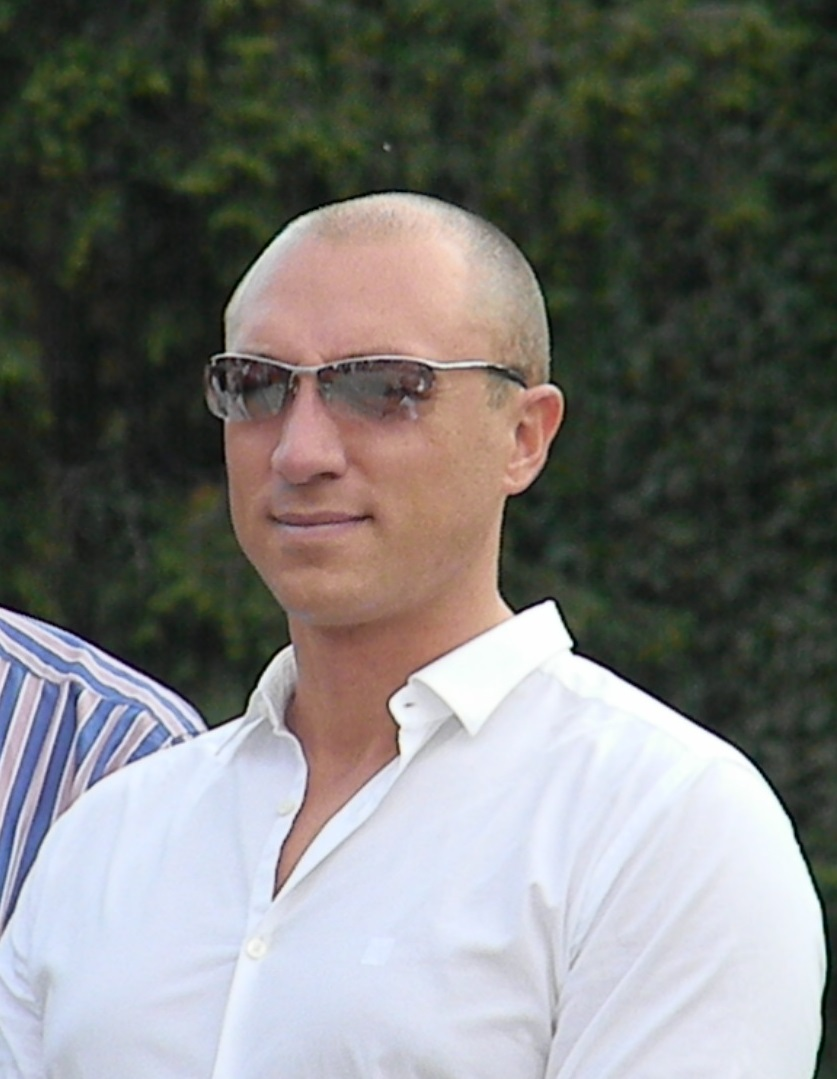
Nicola Laurenza, successore di Antonio Rosati alla presidenza del Varese.

Al termine della stagione 2012-2013 Antonio Rosati lascia la carica di presidente del club per entrare nella dirigenza del Genoa. La presidenza (e le quote azionarie di maggioranza della società) passano quindi a Nicola Laurenza, patron di Oro in Euro, da alcune stagioni main sponsor dei biancorossi. Come nuovo allenatore viene scelto Stefano Sottili, fresco di promozione in Lega Pro Prima Divisione con il Venezia.
Il rendimento della squadra sarà tuttavia scarso: dopo una buona partenza (specie a seguito dell'inserimento in rosa del centravanti Leonardo Pavoletti, autore di 24 goal complessivi), alcuni risultati negativi spingono all'esonero il tecnico Sottili, cui subentra, in data 26 novembre 2013, Carmine Gautieri. La situazione tuttavia non migliora, con la squadra vicina a fondo classifica, sicché il 15 marzo 2014 sia Gautieri che il direttore sportivo Mauro Milanese vengono sollevati dagli incarichi: in panchina torna Sottili, mentre la poltrona di d.s. va a Gabriele Ambrosetti. I risultati tuttavia peggiorano ulteriormente, sicché a due giornate dal termine viene chiamato in panchina Stefano Bettinelli, che riesce a concludere la stagione regolare al 18º posto e a salvare la squadra vincendo i play-out contro il Novara.

### 2014-2015: problematiche societarie e retrocessione
Ottenuta la salvezza, il Varese riconferma Stefano Bettinelli (già da anni al servizio dei biancorossi in varie vesti) come allenatore della prima squadra. A lui viene affiancato il vice-allenatore Oliviero Di Stefano, che assume de iure il ruolo tecnico principale, essendo egli provvisto (a differenza del tecnico "titolare" Stefano Bettinelli, in procinto di iscriversi al master di abilitazione) del brevetto per allenare in serie B.
La dirigenza incontra tuttavia delle difficoltà nell'iscrivere la squadra al campionato di serie B 2014-2015: la mancata presentazione dei documenti entro il 30 giugno causa l'irrogazione di un punto di penalità da scontare durante la stagione. Si diffondono nel frattempo voci inerenti all'indebitamento del club, che si ritiene sia talmente cresciuto nelle tre stagioni precedenti da complicarne la sopravvivenza stessa: in una dichiarazione pubblica il presidente Nicola Laurenza afferma che al momento del suo insediamento il passivo nel bilancio societario era di oltre 9 milioni di euro (di cui 2 per debiti contratti con fornitori e procuratori e 7,7 con l'erario), accusando il suo predecessore Antonio Rosati di non avergli reso nota tale situazione prima di cedergli la proprietà e annunciando l'inizio di un forte piano di contenimento dei costi. Rosati replica definendo il monte debiti "normale" per un club calcistico e dicendo di aver aiutato il Varese anche dopo la sua uscita di scena, dichiarandosi finanche disponibile a riprendere in carico la società se necessario.
Il 15 luglio alle ore 18:19 (41 minuti prima del termine ultimo per onorare gli stipendi arretrati e perfezionare l'iscrizione), il segretario generale Giuseppe D'Aniello riesce infine a depositare presso la sede della Covisoc l'attestazione di garanzia del prestito e della fideiussione da 800.000 euro - ottenuti grazie ad un accordo con UBI Banca - necessari per iscrivere il Varese al campionato cadetto.
La squadra (largamente rifondata con l'inserimento di molti elementi giovani), dopo alcuni risultati utili ad inizio stagione, inizia presto a perdere posizioni in classifica: al termine del girone d'andata è in diciottesima posizione (anche se al netto delle penalizzazioni risulterebbe salva). Nel febbraio 2015 Nicola Laurenza si dimette dalla carica di presidente del club, lasciando il Varese in mano al segretario Giuseppe D'Aniello e al vicepresidente Antonino Imborgia (giunto nel dicembre 2014), incaricati inoltre di individuare un acquirente per cedere la società, sempre più gravemente indebitata. Il 17 marzo seguente l'avvocato varesino Pierpaolo Cassarà versa 170 000 euro in contributi Irpef, evitando un inasprimento della penalizzazione in classifica (già ammontante a tre punti) e assumendo la carica di presidente (che tuttavia non viene ratificata dal consiglio d'amministrazione).
Il calciomercato invernale indebolisce ulteriormente il Varese, il cui rendimento peggiora drasticamente: nel girone di ritorno arrivano appena tre vittorie e cinque pareggi. Nel tentativo di correggere la situazione, il 28 febbraio la società esonera Bettinelli e nomina allenatore Davide Dionigi, che siede sulla panchina biancorossa per due partite, perdendole entrambe; il 7 marzo lo stesso Bettinelli viene reintegrato, rimanendo alla guida della prima squadra fino a fine stagione.
Nel frattempo i gruppi della tifoseria organizzata manifestano più volte il loro disappunto nei confronti della situazione in cui versa il club, esibendo a ripetizione striscioni e coreografie con slogan polemici nei confronti di giocatori e dirigenti. L'episodio più eclatante si verifica la notte tra il 17 e il 18 aprile 2015, allorché ignoti (probabilmente correlati con i suddetti gruppi della tifoseria) penetrano all'interno dello Stadio Franco Ossola e ne devastano le infrastrutture, lasciando inoltre varie scritte e graffiti con frasi ingiuriose nei confronti dei dirigenti e inneggianti alla dissoluzione della società. I danni causati, quantificabili in migliaia di euro, costringono a rinviare di un giorno la gara interna di campionato contro l'Avellino.
Il 2 maggio 2015 la sconfitta interna con il Latina sancisce la matematica retrocessione dei biancorossi in Lega Pro. La mancanza di investitori e di fondi, e la susseguente impossibilità di far fronte entro i termini fissati al pagamento delle imposizioni fiscali, causano inoltre l'irrogazione di due punti di penalizzazione, da scontarsi nella stagione successiva.

## Estate 2015: radiazione, fallimento e tentativi di rifondazione

### La breve gestione Zeaiter-Trainito e il fallimento
Al termine della stagione 2014-2015 la società viene rilevata dall'imprenditore libanese Alì Zeaiter (divenuto il primo non italiano ad assumerne il controllo), che insieme ad altri investitori acquisisce il 97% delle quote societarie per circa 1 milione di euro. Nicola Laurenza mantiene il 3% dell'azionariato, garantendo la sponsorizzazione del settore giovanile. L'intento dichiarato della nuova gestione era ripianare la voragine debitoria del club e garantirne la prosecuzione dell'attività tra i professionisti. Parallelamente era stata annunciata la volontà di portare avanti il progetto di costruzione di un nuovo stadio.
Nel giugno 2015 viene annunciato l'ingaggio di Ernestino Ramella come allenatore e di Spartaco Landini per il ruolo di direttore sportivo. Le voci sulla gravità della situazione societaria tuttavia si fanno sempre più insistenti: nelle prime settimane di giugno 2015 viene scoperta l'esistenza di una società denominata F.C. Varese 1910 s.r.l., costituita nel novembre 2014 dal direttore generale biancorosso, Giuseppe d'Aniello, allo scopo di tentare di rilevare la tradizione sportiva del Varese in caso di fallimento del club esistente (sulla falsariga di quanto avvenuto al Bari al termine della stagione 2013-2014). Il 26 giugno la società (adducendo motivazioni d'ordine burocratico) non riesce a pagare gli stipendi di marzo e aprile e la tassa d'iscrizione alla Lega Pro, i quali dovevano essere entrambi saldati in tale giornata; ciò causa l'irrogazione di un ulteriore punto di penalità da scontare nella stagione successiva. Suscitano inoltre polemiche i precedenti penali del neo-patron (su cui pende una condanna a tre anni di reclusione aver fatto uso di assegni falsi nella compravendita di un lotto di automobili) e la scarsa chiarezza sulle sue attività pregresse e sulle garanzie portate all'atto dell'acquisizione dei biancorossi; Zeaiter replica affermando di avere sufficienti sicurezze economiche e di essere determinato a rilanciare il club, anche per il proprio tornaconto personale.
A turbare ulteriormente l'ambiente varesino intervengono le dichiarazioni del presidente del Catania Antonino Pulvirenti, messo agli arresti domiciliari con l'accusa di aver truccato il risultato di alcune partite nel corso del campionato di Serie B 2014-2015, il quale sul finire di giugno confessa di aver effettivamente pagato 500 000 euro per corrompere squadre avversarie e garantire cinque vittorie in campionato al suo club; tra le gare coinvolte nelle combines figura anche Varese-Catania, valida per il girone di ritorno della serie cadetta. Nello specifico finiscono sotto indagine anche i giocatori biancorossi Riccardo Fiamozzi e Andrea Barberis, mentre il Varese 1910, per bocca di Giuseppe D'Aniello, nega qualsiasi coinvolgimento nella vicenda, affermando di aver immediatamente allertato gli organismi di sorveglianza a seguito della constatazione di un flusso anomalo di scommesse sulla summenzionata partita.
Il 1º luglio 2015 la società presenta la domanda di iscrizione in Lega Pro, dalla quale tuttavia manca la fideiussione necessaria per il perfezionamento: ciò si traduce in un ulteriore punto di penalità per i biancorossi. Il giorno stesso Alì Zeaiter si dimette improvvisamente dalla carica di presidente ed amministratore delegato (mentre gli investitori che lo affiancano non garantiscono la liquidità promessa), lasciando il Varese nelle mani del vicepresidente Massimo Trainito e del dg Giuseppe d'Aniello, che annunciano di essere determinati a reperire le risorse necessarie per iscrivere il club al campionato di terza serie entro la scadenza del 14 luglio. Il 4 luglio i gruppi della tifoseria organizzata convocano un corteo presso lo stadio Franco Ossola, invocando apertamente lo scioglimento della società e la ripartenza dai campionati dilettantistici.
L'impegno di D'Aniello e Trainito (che il 10 luglio richiede l'intervento diretto del sindaco di Varese, Attilio Fontana, sospettato di essere in contatto con imprenditori interessati a costituire un nuovo sodalizio) non riesce a racimolare le risorse necessarie ad iscrivere il club alla Lega Pro: il 13 luglio 2015 l'Associazione Sportiva Varese 1910 rende noto di aver rinunciato a proseguire l'iter. Il 14 luglio, a seguito del mancato perfezionamento dell'iscrizione alla Lega Pro 2015-2016, l'A.S. Varese 1910 annuncia di non voler fare ricorso contro la decisione della Co.Vi.So.C., che aveva accertato il mancato pagamento di emolumenti, compensi, ritenute Irpef, contributi INPS, debiti Irap e IVA, nonché il mancato superamento della carenza patrimoniale, decretando pertanto la revoca della Licenza Nazionale, necessaria per la partecipazione ai campionati di calcio. Il 20 luglio successivo, il consiglio federale della Lega Italiana Calcio Professionistico prende atto ufficialmente della revoca della Licenza Nazionale al club biancorosso e di conseguenza ne delibera l'estromissione dal calcio professionistico italiano, con susseguente svincolo dei giocatori tesserati.
Il 21 luglio il collegio dei sindaci e di revisione contabile della società si riunisce e (dopo aver consultato i soci proprietari) decide di tentare un concordato con i creditori, allo scopo di evitare il fallimento e la consegna dei libri in tribunale. La procedura giudiziaria fallimentare viene comunque aperta il 27 agosto successivo, su istanza di un creditore esposto per decine di migliaia di euro nei confronti del club; a fine settembre il collegio sindacale, ravvisando negli atti societari profili di irregolarità e di illegittimità con potenziali risvolti di responsabilità penale, decide di inviarli alla Procura della Repubblica varesina. L'11 novembre 2015 il tribunale di Varese dichiara infine il fallimento del vecchio club, nominando curatore il commercialista Bruno Fisco, incaricato di inventariare i cespiti societari, presentare un progetto di stato passivo e concordare i risarcimenti dovuti ai singoli creditori.
La prima udienza fallimentare, con approvazione del progetto di stato passivo, viene celebrata il 24 febbraio 2016: l'indebitamento da ripianare viene quantificato in 13 milioni di euro, di cui 11 milioni dovuti ad Equitalia e la restante parte a un centinaio di soggetti, tra i quali diversi ex giocatori e l'ex patron Nicola Laurenza. Contestualmente il pubblico ministero Luca Petrucci apre un fascicolo d'indagine contro ignoti per reati societari e fiscali.

### Le prime trattative e la mancata iscrizione alla Serie D
Subito dopo la conferma della mancata iscrizione dell'A.S. Varese 1910, il sindaco di Varese Attilio Fontana si avvale dell'articolo 52 comma 10 del regolamento FIGC, ottenendo dalla Federcalcio il diritto sportivo per iscrivere una nuova società ad un campionato dilettantistico (segnatamente la Serie D o l'Eccellenza Lombardia). Viene subito dato inizio alle consultazioni con imprenditori disposti a contribuire alla rifondazione del sodalizio biancorosso: tra i primi ad essere contattati vi sono gli ex patròn Riccardo Sogliano (artefice della rinascita del Varese dopo il fallimento del 2004, il quale tuttavia rifiuta di impegnarsi direttamente nella nuova società, offrendo solo una disponibilità per consulenze e supporto esterno) e Claudio Milanese, che garantisce il suo appoggio all'operazione, negando però la disponibilità a gestire in prima persona il nuovo club. Il 21 luglio l'ultimo vicepresidente del disciolto Varese 1910, Massimo Trainito, che fino all'ultimo aveva tentato di iscrivere i biancorossi alla Lega Pro, si dichiara disposto ad assumere la gestione della nuova realtà societaria, unitamente a due soci di sua fiducia; più o meno contemporaneamente da Palazzo Estense viene resa nota la presenza di due imprenditori "forti" disposti a rifondare il club. La cifra necessaria per iscrivere i biancorossi alla quarta serie ammontava a 300 000 euro.
Il 23 luglio viene reso noto un accordo preliminare per la fondazione di un nuovo club: i due imprenditori capofila sono Salvo Zangari, monzese, attivo nel ramo delle comunicazioni, ex presidente della Pro Sesto (e con un passato nei quadri dirigenti di Monza e Lecco), e Paolo Sudanti, originario di Cugliate Fabiasco, attivo nel ramo dell'intrattenimento. Accanto a loro garantiscono appoggio esterno gli ex patron Claudio Milanese e Riccardo Sogliano, Mauro Fontana (dirigente calcistico di lungo corso) e Paolo Maccecchini (imprenditore nel ramo della ferramenta). Non risulta invece coinvolto nel nuovo corso Massimo Trainito, il quale, pur ribadendo la sua simpatia per i colori biancorossi, non entra nel progetto né come socio, né come sponsor.
Fin da subito tuttavia si palesano divergenze tra i membri della cordata, che il 25 luglio sfociano nella rinuncia di Zangari, insoddisfatto delle proposte avanzate da Sudanti; nonostante le mediazioni del sindaco Fontana l'indomani anche Riccardo Sogliano si defila dalla ricostituzione del club. In capo a tre giorni anche lo stesso Sudanti lascia la partita, precludendo la possibilità di iscrivere il "nuovo Varese" alla Serie D; Attilio Fontana prosegue pertanto la ricerca di nuovi soci, puntando ad iscrivere il nuovo sodalizio al campionato di Eccellenza Lombardia (quinto livello del calcio italiano).

## L'effimera esperienza del Varese Calcio S.S.D.

### La ripartenza
Finalmente, il 30 luglio 2015, viene annunciato l'accordo definitivo per la rifondazione del club biancorosso, con la firma dell'atto notarile di costituzione: l'imprenditore Gabriele Ciavarrella assume la presidenza, con Piero Galparoli (consigliere comunale varesino di Forza Italia) vicepresidente. Il Varese Calcio Società Sportiva Dilettantistica completa l'organigramma col direttore sportivo Giorgio Scapini (ex responsabile del settore giovanile della società previgente), il team manager Enzo Rosa (ex capo ultras e socio fondatore del nuovo club); come allenatore della prima squadra viene chiamato Giuliano Melosi, ex centrocampista biancorosso negli anni 1980. Vari altri imprenditori e soggetti compartecipano la rifondazione. Non potendo iscriversi alla Serie D, viene formalizzata l'adesione in sovrannumero all'Eccellenza Lombardia 2015-2016.

### 2015-2016: larga vittoria in Eccellenza Lombardia
Il 4 agosto successivo 25 giocatori si radunano allo stadio Franco Ossola per il primo allenamento, agli ordini del tecnico Melosi; contestualmente viene ufficializzato l'organigramma societario. Pochi giorni dopo, il 10 agosto, viene presentata la prima rosa di 15 giocatori sotto contratto: tra i vari nomi spiccano quelli di Francesco Luoni (unico reduce della stagione precedente) e dell'esperto Mavillo Gheller (che aveva già vestito la maglia biancorossa a più riprese tra il 1992 e il 2001), i quali assumono rispettivamente le fasce di capitano e vice-capitano. In un secondo momento viene anche ingaggiato dal Darfo Boario l'attaccante ex Serie A Piá, che però a causa di problemi fisici verrà poco impiegato e infine rescinderà il contratto alla fine di novembre.
L'obiettivo stagionale viene indicato nella vittoria del proprio girone, per conseguire l'immediata promozione in Serie D. Nella prima partita stagionale, il 14 agosto, il "nuovo" Varese sconfigge in amichevole per 2-1 lo Stresa (formazione militante in Eccellenza Piemonte).
Il 20 agosto viene ufficializzato l'inserimento del Varese nel girone A di Eccellenza Lombardia, insieme - tra gli altri - ad altre tre importanti squadre dal passato professionistico, ovvero il Legnano, il rifondato Saronno e la Pro Vigevano Suardese (depositaria della tradizione sportiva del Vigevano Calcio).
Vengono eseguiti alcuni lavori all'interno dello stadio Franco Ossola; in particolare la vecchia casa del custode dello stadio, in piazzale Alcide De Gasperi, viene adibita a sede legale ed operativa della società. Nell'autunno 2015 il club ottiene in comodato d'uso dalle amministrazioni comunale e provinciale varesine il centro sportivo sito nel quartiere delle Bustecche, che assume la denominazione di Varesello e viene designato a polo unico di allenamento per tutte le compagini societarie; tale obiettivo, tuttavia, per varie vicissitudini, rimarrà perlopiù sulla carta.
In campionato il Varese si rivela nettamente superiore alla concorrenza, potendo vantare l'attacco più prolifico e la difesa meno battuta: già il 29 novembre si laurea "campione d'inverno", con due giornate d'anticipo sulla fine del girone d'andata. Capocannoniere della squadra e dell'intero girone è l'attaccante Carmine Marrazzo, autore di 33 goal complessivi. Il 20 marzo 2016, a seguito della vittoria interna per 5-1 contro l'Accademia Vittuone, i biancorossi si assicurano il primo posto in classifica nel proprio girone, garantendosi la promozione in Serie D con sei giornate d'anticipo sulla fine della stagione regolare. La stagione si conclude con un bilancio di 27 vittorie, 3 pareggi e nessuna sconfitta, con un margine di 25 punti di vantaggio sul Legnano secondo classificato.
Meno fruttuoso è invece il cammino in Coppa Italia Dilettanti, ove il Varese non riesce a superare la fase regionale: dopo aver vinto il proprio girone con due vittorie (contro Tradate e Luciano Manara) e un pareggio (contro il Trezzano) ed aver eliminato la Cisanese agli ottavi di finale, i biancorossi escono dal trofeo ai quarti a seguito della sconfitta casalinga per 0-1 contro l'Ardor Lazzate.
Ai primi del 2016 il club riesce inoltre a entrare in possesso dei trofei vinti sotto la precedente gestione societaria ("transitati" nella procedura di liquidazione del Varese 1910), grazie a una donazione.

### 2016-2017: nuove difficoltà societarie in Serie D
Conclusa l'annata agonistica 2015-2016, in seno al Varese si registrano dissidi tra i dirigenti e qualche variazione nei quadri societari: dopo che a metà del mese di maggio la trattativa intavolata per l'ingresso dell'imprenditore Pietro Vavassori sfuma a seguito della richiesta di quest'ultimo (giudicata eccessiva dai vertici del club varesino) di inserire uomini di propria fiducia nei quadri tecnici, nei mesi estivi si registra il rafforzamento della posizione del general manager Paolo Basile, che rileva il 35% delle quote societarie, pareggiando quelle detenute dal presidente Ciavarrella e assumendo la vicepresidenza. Contestualmente si dimettono dalle cariche sociali ricoperte nella stagione precedente i soci cofondatori Piero Galparoli ed Enzo Rosa, che comunque continuano a detenere il 20% e il 10% delle quote societarie. I passaggi in questione palesano altresì i primi dissidi nella compagine societaria. Gli avvicendamenti interessano anche l'organigramma d'area sportiva, con l'insediamento di Alessandro Merlin alla carica di direttore sportivo in sostituzione di Giorgio Scapini (approdato alla Pro Patria), di Marco Bof al segretariato generale e di Roberto Verdelli alla responsabilità del settore giovanile.
I mesi di maggio e giugno sono inoltre segnati dall'incertezza in merito all'iscrizione ai campionati: il Varese sonda infatti la possibilità di entrare direttamente in Lega Pro, ma in quanto neopromossa in D non riesce a chiedere un ripescaggio diretto giustificato dai meriti sportivi biancorossi. Viene quindi tentata la fusione con lo Sporting Bellinzago (neopromosso in terza serie, ma non intenzionato a proseguire l'attività): allo scopo quest'ultimo trasferisce la propria sede legale da Bellinzago Novarese a Lonate Pozzolo, muta ragione sociale in Sporting Varese e richiede alla FIGC il permesso di poter giocare le gare interne allo Stadio Franco Ossola di Varese. Anche tale richiesta viene tuttavia rigettata dalla Federcalcio, in quanto il club bellinzaghese aveva già mutato sede sociale nel 2014 (con notifica alla Federazione solo nel 2015) e in ogni caso non avrebbe potuto assumere il nome Varese, ma bensì quello del nuovo comune di appartenenza (ovvero Lonate Pozzolo). In virtù di ciò, il Varese opta per iscriversi al massimo campionato dilettantistico.
Dal punto di vista tecnico, dopo aver inizialmente riconferma alla guida della prima squadra Giuliano Melosi e il suo staff tecnico, il 30 giugno 2016 la dirigenza (motivando la scelta con divergenze sulle strategie di calciomercato e dissapori con alcuni giocatori in rosa) opta per sostituirlo con Ernestino Ramella, affiancato dal vice Massimiliano Caniato (poi dimessosi per motivi personali e sostituito da Gabriele Bongiorni) e dal preparatore dei portieri Oscar Verderame. Il calciomercato vede la partenza dell'attaccante Carmine Marrazzo e della "bandiera" Mavillo Gheller, che scelgono di restare in Eccellenza accasandosi rispettivamente al Crema e al Busto 81; tra i principali acquisti si annoverano il difensore ex Serie A Michele Ferri, il centrocampista Giampaolo Calzi (cresciuto nel vivaio varesino) e l'attaccante Matteo Scapini. In ottemperanza ai regolamenti vigenti della Serie D, che prevedono l'obbligo di tenere in campo per tutta la partita almeno quattro giocatori nati prima del 1996, vengono inoltre inseriti in rosa una decina di elementi d'età inferiore ai 20 anni.
La prima prova sul campo della nuova squadra si svolge il 25 luglio a Bormio in un'amichevole contro il Torino, che prevale per 4-0; il debutto ufficiale avviene il 21 agosto nel primo turno di Coppa Italia Serie D, giocato sul terreno neutro di Gozzano data la simultanea indisponibilità degli stadi di Varese e Venegono Superiore, entrambi in manutenzione. I biancorossi superano per 2-0 la Varesina; nel turno successivo, giocato sette giorni dopo a Ponte San Pietro, anche il Pontisola viene sconfitto per 1-2, consentendo al Varese di accedere ai trentaduesimi di finale.
Il campionato del Varese (inserito nel girone A, insieme a nove squadre piemontesi e altre otto lombarde) prende il via con la vittoria esterna per 0-1 contro il Cuneo il 4 settembre, seguita da altri due risultati di analoga entità contro Folgore Caratese e Inveruno. La prima sconfitta (unitamente ad una prova di squadra complessivamente deficitaria) arriva il 24 settembre, allorché il Borgosesia s'impone al Franco Ossola per 0-3. A seguito dei risultati successivi (una sconfitta ai rigori per 2-4 contro la Caronnese - che estromette il Varese dalla Coppa Italia -, una nuova vittoria per 1-0 sull'OltrepoVoghera e un pareggio per 1-1 contro il fanalino di coda Bra), giudicando complessivamente insufficiente il rendimento della squadra, l'11 ottobre il vertice societario esonera Ernestino Ramella e Gabriele Bongiorni dalla guida tecnica della squadra; l'indomani viene nominato in loro sostituzione Francesco Baiano, già assistente di Giuseppe Sannino.
La squadra si colloca comunque stabilmente ai vertici del gruppo A di quarta serie, chiudendo il girone d'andata a pari punti con la capolista Chieri, che sopravanza i biancorossi in virtù della miglior differenza reti e della vittoria nello scontro diretto. Frattanto nel novembre 2016 si registra un nuovo cambiamento dell'assetto societario: Paolo Basile acquisisce infatti il 51% del pacchetto azionario, mentre il 29% passa all'imprenditore Aldo Taddeo, che entra nel CDA e assume la vicepresidenza: di riflesso il presidente Gabriele Ciavarrella e i fondatori Enzo Rosa e Piero Galparoli vedono le loro partecipazioni calare rispettivamente al 14%, 5% e 1%.
L'ingresso di Taddeo è il preludio alla crisi societaria: in corrispondenza con l'avvio del girone di ritorno, il 28 gennaio 2017 Gabriele Ciavarrella annuncia pubblicamente le proprie dimissioni dalla presidenza e dal consiglio d'amministrazione, lamentando una situazione di ostruzionismo e scarsa sintonia con i nuovi maggiori azionisti, che accusa di carenze patrimoniali e ritardi nel pagamento di varie spese. Meno di un mese dopo, il 10 febbraio, Taddeo e Basile rassegnano le loro dimissioni e rimettono la proprietà delle loro partecipazioni azionarie, pubblicando un comunicato stampa nel quale accusano Ciavarrella e Rosa di averli ostacolati. 
Il 23 febbraio, a seguito di un articolo apparso su La Provincia di Varese nel quale l'avvocato di Basile e Taddeo annuncia di non essere stato ancora convocato dai soci di minoranza, lamentando inoltre il risentimento dei propri assistiti e dichiarando di voler incontrarsi con un legale di controparte prima di valutare la remissione delle quote, Ciavarrella (che aveva ritirato le proprie dimissioni) e Rosa convocano una conferenza stampa nella quale chiedono ai soci dimissionari di lasciare definitivamente il Varese Calcio, accusandoli di non aver onorato i propri impegni economici e aver unicamente cercato di trarre profitto dalla società, aggravando la situazione contabile del Varese (il cui passivo viene quantificato in 300.000 euro tra mancati pagamenti, rimborsi non corrisposti, affitti non onorati e prestazioni sanitarie non pagate a beneficio di club e tesserati) per poi rendersi completamente irreperibili. Cinque giorni dopo Basile e Taddeo convocano a loro volta una conferenza stampa, nella quale respingono le contestazioni dei soci di minoranza, addossando su di loro le accuse di ostruzionismo e la responsabilità delle problematiche societarie: in tale sede essi affermano di aver onorato tutte le spettanze e di non essere intenzionati a riconsegnare il Varese al presidente in carica: Taddeo in particolare dichiara di aver già immesso 100.000 euro a fondo perso nelle casse sociali (si scoprirà poi che tali risorse erano state distratte da una delle sue società, a sua volta pesantemente indebitata e posta in amministrazione controllata).
L'11 marzo seguente un ulteriore incontro tra azionisti vede Ciavarrella, Rosa e Galparoli rinunciare alle pretese sulla società (mantenendo unicamente le proprie partecipazioni azionarie): il Varese Calcio S.S.D. passa pertanto in pianta stabile sotto il controllo di Paolo Basile (che ne diviene amministratore unico) e di Aldo Taddeo. Di lì a poco l'80% delle quote del Varese viene conferito ad una società denominata ForVa s.r.l., partecipata al 60% dal pallanuotista e imprenditore Fabio Baraldi (nominato presidente) e al 20% a testa da Basile e Taddeo (che tornano a ricoprire le cariche di dg e vicepresidente). I soci fondatori Ciavarrella, Rosa e Galparoli si spartiscono il residuo 20% delle quote sociali.
Frattanto la squadra, probabilmente destabilizzata psicologicamente dalle suddette vicissitudini societarie e complici alcuni limiti tecnici (segnatamente nell'organico di centrocampo), incappa in alcune prestazioni di scarso livello, soprattutto in casa. In virtù di ciò (nonché a seguito di uno sfogo in conferenza stampa, al termine della gara esterna contro il Casale del 5 marzo, nel quale accusa il vertice societario di danneggiare la squadra), il 13 marzo Francesco Baiano viene esonerato dalla guida tecnica dei biancorossi, alla quale viene richiamato Stefano Bettinelli, il quale tuttavia non riesce a portare la squadra alla vittoria nel girone (appannaggio del Cuneo) e perde la finale play-off contro il Gozzano.

### Estate 2017: dalle lotte intestine al disimpegno dei rifondatori
Proprio al termine della partita finale degli spareggi il presidente Fabio Baraldi si dimette dalla carica, adducendo a motivo l'impossibilità di conciliare l'impegno dirigenziale con la propria carriera sportiva (in merito alla quale annuncia di essere in procinto di rinunciare alla cittadinanza italiana per naturalizzarsi georgiano e competere per la relativa nazionale di pallanuoto). Qualche anno dopo egli rivelerà di aver rinunciato a guidare il club a causa della gestione fumosa dello stesso: non avendo egli acquisito quote del Varese Calcio, ma bensì della sola controllante ForVa, le risorse che aveva immesso (oltre 6000 euro più costi di gestione) non erano mai arrivate alla società (i cui debiti «si duplicavano ogni giorno»), ma erano state distratte «per salvare [...] le casse di qualcuno».
A gestire il club restano dunque Paolo Basile e Aldo Taddeo, con quest'ultimo che assume la presidenza ad interim, rassicurando stampa e pubblico sulla solidità societaria.
Tra la fine di maggio e l'inizio di giugno la frattura tra azionisti di maggioranza e minoranza si fa sempre più netta: entrambe le parti seguitano a scambiarsi accuse di scarsa professionalità e mancato onoramento dei propri impegni economici. A tal proposito particolari polemiche sorgono a seguito del temporaneo blocco dell'erogazione dell'acqua potabile allo stadio Franco Ossola avvenuto il 23 maggio: la direzione societaria adduce a motivo un intervento di manutenzione alle condotture, mentre altre fonti parlano di un problema di morosità sulle bollette risolto solo a seguito di detta interruzione.
Il 31 maggio viene convocata a Samarate l'assemblea dei soci per ratificare le dimissioni di Baraldi e del consigliere di minoranza Armocida (che lascia il CDA lamentando uno scarso coinvolgimento nei processi decisionali): in tale frangente gli azionisti secondari decidono di non presentarsi alla riunione e di convocare una conferenza stampa autonoma in Varese, ove rilanciano la volontà di riassumersi la gestione del club, dichiarando di aver radunato una cordata di investitori pronti a stanziare oltre un milione di euro per la squadra. L'assemblea provvede comunque a ratificare le summenzionate rinunce e conferma Aldo Taddeo alla presidenza, affiancato da Paolo Basile come direttore generale e da Roberto Bianchi (fiduciario di Taddeo) alla direzione con delega alla gestione dello stadio: alle proposte della minoranza viene opposto un rifiuto.
Vistisi ormai isolati dalla gestione del club, il 13 giugno i soci fondatori Ciavarrella, Rosa e Galparoli annunciano il loro totale disimpegno dal club biancorosso, rimettendo le relative quote azionarie in seno alla società e disertando l'ulteriore assemblea dei soci convocata l'indomani, in sede della quale Basile e Taddeo sottoscrivono un aumento del capitale sociale (che passa da 21 000 a 500 000 euro) e annunciano l'avvio di un piano d'investimenti finalizzati a costruire una squadra competitiva e migliorare la situazione infrastrutturale del club (segnatamente mediante lo sviluppo del centro sportivo di Varesello).

## Nuova crisi societaria, retrocessione in Eccellenza e altro fallimento (2017-2019)
Sul finire di giugno 2017, in assenza di acquirenti esterni, le quote societarie liberate dagli ex soci di minoranza vengono assorbite dalla ForVa s.r.l., che si avoca pertanto l'intero capitale azionario del Varese: ciò sancisce l'inizio della gestione esclusiva del club da parte del tandem Paolo Basile-Aldo Taddeo. Nei medesimi giorni il club è oggetto di un'istanza di fallimento presentata al tribunale di Varese da un ex dipendente, la quale tuttavia rientra a seguito di rinuncia da parte del proponente stesso in sede di prima udienza, il 5 luglio 2017.
In questo frangente viene annunciata la divisione del club in due realtà societarie distinte: al Varese Calcio s.r.l. viene avocata la gestione di tutto quel che pertiene alla prima squadra, mentre le sezioni giovanili vengono lasciate alla preesistente Varese Calcio S.S.D. a r.l., che diviene una controllata della suddetta "società madre". All'atto pratico, non venendo effettuato l'aumento di capitale necessario per un tale passaggio, il medesimo resta solo sulla carta.
L'organigramma societario vede la conferma del direttore sportivo Alessandro Merlin, il ritorno di Marco Caccianiga nello staff delle attività di base e le partenze del segretario generale Marco Bof e del responsabile del settore giovanile Roberto Verdelli (entrambi ingaggiati dalla Bustese): gli subentrano rispettivamente Federica Bianchi e Riccardo Brandinali. La compagine azionaria del club viene allargata a due soci: lo statunitense Matt Reeser e l'elvetico Edoardo Russo, che acquistano il 10% ciascuno della società controllante ForVa ed entrano nell'organigramma rispettivamente come vicepresidente e co-delegato all'area tecnica.
Dal punto di vista tecnico viene ingaggiato come allenatore l'esperto Salvatore Jacolino, coadiuvato dal vice Luca Carretto e dai confermati Ciro Improta (preparatore atletico) e Oscar Verderame (allenatore dei portieri). Si procede quindi a rinnovare drasticamente la rosa, ove gli unici confermati sono l'esperto difensore Michele Ferri, i giovani compagni di reparto Matteo Simonetto e Andrea Granzotto, il trequartista Mattia Rolando e l'attaccante Lorenzo Lercara.
Ancora in costruzione, la squadra (composta da giocatori già sotto contratto e altri in prova) si raduna allo stadio Franco Ossola la mattina del 20 luglio, per poi partire alla volta del ritiro di nove giorni in quel di Châtillon (AO). Il debutto ufficiale avviene il 30 luglio in Coppa Italia all'Arena Garibaldi, ove al primo turno il Varese viene eliminato dal Pisa per 1-3.
La situazione societaria torna tuttavia ben presto a dissestarsi: il 29 agosto il direttore generale Diego Foresti, in carica da soli 40 giorni, si dimette dal proprio incarico, lamentando dissapori col vertice societario tali da rendergli impossibile lavorare in autonomia. Meno di una settimana dopo è la volta del presidente Taddeo, che dapprima afferma l'esistenza di spinte contrarie alla sua strategia gestionale in seno al club, per poi dare egli stesso le dimissioni da tutte le cariche, motivando la scelta con la necessità di seguire alcune proprie attività imprenditoriali (di lì a poco tuttavia egli rileverà da Antonio Caliendo la proprietà del Modena in Serie C, dal quale a sua volta si dimetterà a stretto giro e che sarà poi dichiarato fallito). Le sue quote vengono rimesse transitoriamente al vicepresidente Basile, che resta dunque de facto il legale rappresentante dei biancorossi.
A distanza di due anni, nel 2019, si scoprirà come Aldo Taddeo, pur presentatosi come imprenditore di successo specializzato nel risanamento di aziende in difficoltà, fosse in realtà dedito alla spoliazione di realtà societarie in crisi: dopo averne rilevata una, si serviva di soggetti giuridici esteri (perlopiù basati in Slovacchia) per dirottare le risorse in conti a suo uso privato, dai quali effettuava ingenti prelievi per finanziare il proprio opulento stile di vita. Le stesse risorse da lui immesse nel Varese Calcio (quantificate in un totale di 100 000 euro) erano state distratte da una delle tre società del Varesotto da lui sottoposte a un simile trattamento e infine fallite, nella quale aveva fatto altresì assumere due ultras varesini, verosimilmente per conquistarsi le simpatie della curva. Nel 2023 Taddeo (che era stato indagato insieme ad altre 8 persone per i suddetti fatti, subendo anche un periodo di custodia cautelare in carcere) patteggerà una pena di 2 anni e 6 mesi per bancarotta fraudolenta.
La gravità della crisi del Varese si palesa ai primi di novembre, quando Basile annuncia pubblicamente di essere stato abbandonato anche dagli altri finanziatori e non essere in grado per conto proprio di far fronte alla gestione del club, chiedendo pertanto l'intervento di soggetti più facoltosi onde garantire la continuità societaria.
Per quanto concerne l'aspetto sportivo, a dispetto degli obiettivi dichiarati di puntare alla promozione, alla prova del campionato la squadra fatica a competere, pagando in particolare uno scarso rendimento difensivo e dei portieri in particolare; il 28 novembre 2017, con i biancorossi dodicesimi nel girone A e 20 punti guadagnati (praticamente tagliati fuori dalla lotta per il vertice), Jacolino rassegna le dimissioni dalla guida della squadra, che passa in gestione al tecnico della juniores Paolo Tresoldi. L'instabilità societaria si riverbera sul mercato invernale, che per il Varese è all'insegna di molte uscite e poche entrate, andando complessivamente a indebolire la rosa.
Dopo una fase di colloqui e ricerche di nuove risorse disposte a entrare in società, il 21 dicembre viene resa nota l'attribuzione della carica di presidente all'ex giocatore e procuratore sportivo Sauro Catellani, il quale fin da subito si impegna coi propri collaboratori nella gestione tecnica, integrando la rosa con giocatori del proprio network. Catellani (che preannuncia di essere il capofila di ulteriori investitori) tuttavia non riesce ad accordarsi con Paolo Basile per formalizzare il passaggio delle quote e il rientro dell'esposizione debitoria, che ai primi del 2018 viene stimata in oltre 450 000 euro. Lo stallo societario dunque si prolunga e si acuisce: i dipendenti restano stabilmente privi di remunerazione, la squadra perde posizioni in classifica avvicinandosi alla zona playout e deve scontare ulteriori problematiche logistiche quali un ulteriore blocco dell'utenza idrica dello stadio Franco Ossola. Il 15 febbraio, lamentando il persistere delle divergenze col gruppo di Catellani, Basile comunica di aver rinunciato alla trattativa e di aver demandato al comune di Varese, nella persona del sindaco in carica Davide Galimberti, il compito di cedere il club a titolo gratuito. Nel mentre anche altri soggetti di varia estrazione manifestano il loro interesse a subentrare nella gestione del Varese, per poi defilarsi.
Nei mesi primaverili la trattativa per la cessione viene comunque riaperta grazie alla mediazione del comune di Varese: il 2 maggio Paolo Basile firma un accordo vincolante con la realtà societaria veicolata dai Catellani, la Spheres Group SA, holding di diritto svizzero capeggiata dall'imprenditore Fabrizio Berni, che avvia contatti con i creditori e i dipendenti del club varesino onde formulare una proposta d'acquisto e di rientro delle passività.
Sul finire del campionato la squadra continua ad annaspare nelle zone basse della classifica, terminando la stagione regolare al terzultimo posto; i playout, giocati in gara secca esterna il 13 maggio contro l'OltrepoVoghera, vedono i biancorossi uscire sconfitti per 2-0 e retrocedere "sul campo" in Eccellenza per la prima volta nella loro storia. A nulla vale l'esonero di Paolo Tresoldi, che nella gara in questione viene sostituito dal direttore sportivo Alessandro Merlin e dal preparatore dei portieri Oscar Verderame.
Il 5 giugno 2018 tutte le quote del Varese Calcio (il 20% di Paolo Basile e l’80% della ForVa) passano nelle mani di un nuovo soggetto denominato Varese Concept s.r.l., facente capo all'imprenditore varesino Claudio Benecchi (a sua volta veicolato dal lavoro precedentemente svolto da Fabrizio Berni, il quale non si intesta alcuna partecipazione), che diventa pertanto amministratore unico della società.
Circa dieci giorni dopo la nuova società organizza una festa pubblica allo stadio Franco Ossola, ove oltre a presentare il nuovo logo, il nuovo nome informale (che diviene Calcio Varese, mentre la società torna ad essere una S.S.D., semplificando l'articolazione sociale) e le nuove maglie, viene annunciato un piano triennale di sviluppo dell'attività del club e di rientro delle passività. Il comune di Varese, pur vantando crediti per oltre 30.000 euro con la società, le concede una concessione ponte di un anno per l'uso dello stadio, ingiungendo però di saldare quanto prima i debiti, di rimuovere gli elementi mobili ed immobili installati senza autorizzazione e di svolgere la manutenzione ordinaria prescritta dalle norme sulle strutture sportive.
Nel mese di luglio vengono annunciati alcuni dei potenziali nuovi soci della proprietà: oltre a Benecchi (divenuto presidente) e Berni (in veste di collaboratore esterno) compaiono la famiglia Sabrychenko (imprenditori ucraini nel campo del private equity, legati personalmente allo stesso Berni), Luigi Malvestiti e Francesco Galotta. Nel mese di novembre si aggiunge a costoro anche il produttore cinematografico italo-tedesco Enrico Fadani.
Dopo aver vanamente tentato di farsi riammettere in Serie D, il Varese si iscrive all'Eccellenza Lombardia 2018-2019: la costruzione della squadra (dalla quale se ne vanno molti giocatori dell'annata precedente) viene affidata a Marco Ballotta (nominato responsabile d'area tecnica) e al procuratore Giuseppe Accardi, che immettono nella rosa molti elementi giovanissimi, affidando il tutto al tecnico Manuele Domenicali. La squadra, pur se gravata da penalità in classifica per le inadempienze dei mesi precedenti, si rivela mediamente competitiva, posizionandosi nella parte alta della classifica del proprio girone e superando con buona facilità i turni eliminatori di Coppa Italia regionale.
A dicembre tuttavia la situazione inizia a precipitare: alcuni dipendenti (tra i quali lo "storico" magazziniere Aldo Cunati) si dimettono dagli incarichi lamentando la mancata corresponsione di stipendi e contributi. Al contempo alcuni soggetti precedentemente legati al Varese ed esposti economicamente verso di esso presentano vertenza onde rientrare dei propri crediti. Il 13 dicembre è la volta della squadra, che per protesta dinnanzi al mancato onoramento delle spettanze proclama lo sciopero degli allenamenti: la crisi rientra l'indomani dinnanzi alle rassicurazioni offerte da Benecchi. Dieci giorni dopo il Varese riesce a vincere la fase regionale di Coppa Italia Dilettanti, battendo per 3-2 la CasateseRogoredo; il cammino in fase nazionale tuttavia si concluderà già ai gironi preliminari.
Nel gennaio 2019, in contemporanea con l'uscita di scena di Fabrizio Berni (che dichiara pubblicamente di non sentirsi più utile per la causa biancorossa) e di praticamente tutti i "potenziali soci" da costui veicolati, Benecchi afferma di stare trattando la cessione del club a Enrico Fadani, il quale pur dichiarandosi interessato prende tempo. Nel mentre il mancato pagamento delle bollette comporta lo stacco delle utenze di elettricità e metano dallo stadio Franco Ossola, a fronte del quale (in aggiunta alle altre morosità maturate) il comune di Varese "sfratta" la società, che si ritrova così priva di un campo casalingo. Analogo provvedimento viene adottato per il centro sportivo di Varesello, a sua volta lasciato privo di manutenzione. Il Varese ottiene pertanto di potersi allenare al centro polisportivo di Calcinate del Pesce, mentre le gare interne vengono trasferite dapprima a Lavena Ponte Tresa e infine a Viggiù.
L'11 gennaio la squadra, esasperata per l'evolversi della situazione e il continuo rinvio dei pagamenti, chiede nuovamente un incontro col presidente Benecchi, che nuovamente assicura il pronto saldo delle vertenze; dieci giorni dopo la società emana un comunicato in tal senso, ove l'esecuzione dei versamenti viene data per certa. I bonifici però non arrivano, sicché il 7 febbraio i giocatori "incrociano le braccia": tre giorni dopo il Varese riesce comunque a scendere in campo contro la Castanese, mentre le successive due partite "saltano" a seguito della mancata presentazione dei biancorossi. Ciò fa altresì acuire la penalizzazione in classifica della squadra, che si avvicina alla zona play-out.
Tramontata definitivamente la trattativa con Fadani (che per un certo periodo era stato indicato come pronto a saldare di tasca propria le vertenze), Benecchi riesce nuovamente a convincere i giocatori a tornare ad allenarsi: la cessione del club viene quindi proposta all'imprenditore calabrese Domenico Altomonte (che aveva già collaborato col Varese in quanto azionista del maglificio Onze, fornitore tecnico dei biancorossi nel campionato di Serie B 2010-2011). I tesserati riprendono le attività, manifestando apertura di credito verso la possibile vendita del club e sventando il rischio di una terza mancata presentazione, che ai sensi del regolamento sarebbe costata la radiazione della squadra.
Le trattative procedono con alti e bassi per oltre tre mesi, finché il 1º aprile, nel corso di una conferenza stampa congiunta, Altomonte, il socio Roberto Sorrentino e Benecchi affermano di essere pronti per il closing e di aver ottenuto il supporto di una società attiva nella grande distribuzione organizzata, che a loro dire aveva precedentemente tentato di rilevare la Sambenedettese; a stretto giro il patron di quest'ultima, Franco Fedeli, smentisce tuttavia l'esistenza di alcuna trattativa in tal senso.
Il successivo 9 aprile anche Altomonte si tira però indietro, adducendo a motivo la scoperta di nuove criticità economico-amministrative non adeguatamente comunicate in precedenza. A questo punto, sebbene Benecchi continui a professarsi ottimista sulle possibilità di salvare il club (che effettivamente riesce in un paio di circostanze a non essere dichiarato insolvente dal Tribunale varesino), i giocatori sospendono definitivamente gli allenamenti, pur accettando di giocare le ultime partite stagionali. Il girone viene concluso inizialmente all'ottavo posto con 39 punti (sarebbero stati 43 senza penalità), poi ulteriormente ridotti a 32 (con retroposizionamento in dodicesima piazza) a stagione terminata.
La crisi societaria non trova soluzione, sicché in data 12 agosto 2019 il Tribunale di Varese decreta il fallimento della S.S.D. Varese Calcio (ormai quiescente poiché non iscritta ad alcun campionato) e la affida al curatore Dario Radice. Il 6 febbraio 2020, all'udienza di esame dello stato passivo, viene rivelato che i debiti societari erano superiori a 600.000 euro. Nel dicembre 2020 i marchi sociali del periodo 2015-2019 e parte dei beni mobili del club (tra cui diversi trofei) vengono battuti all'asta e acquistati da una società di Roma; i trofei però non vengono ritirati e il Comune di Varese, d'accordo coi liquidatori, provvede infine a rilevarli gratuitamente con una delibera di giunta.

## Il Città di Varese
Per la stagione 2019-2020 nessun club si iscrive ai campionati FIGC proclamando formale continuità con la tradizione sportiva biancorossa, che pertanto registra la prima completa "battuta d'arresto" dopo diversi decenni. Preso atto di ciò, alcune personalità storicamente legate al calcio varesino provvedono (in maniera separata tra di loro) a costituire due società finalizzate a non disperdere il patrimonio cittadino in tale sport: da un lato sorge così la società giovanile Accademia Varese (patrocinata tra gli altri dalle ex "bandiere" Sean Sogliano, Neto Pereira e Bruno Limido), con sede a Calcinate del Pesce, mentre nei campionati federali si registra l'adesione dell'Associazione Sportiva Dilettantistica Città di Varese, basata all'ex Varesello delle Bustecche, che in quanto club di nuova fondazione parte dalla Terza Categoria provinciale, vincendo il proprio girone (anzitempo, a causa del blocco ai campionati dilettantistici dovuto all'epidemia di Coronavirus) e ottenendo così il diritto alla promozione in Seconda Categoria. Nel luglio 2020, beneficiando di una norma che consente la fusione anche tra società calcistiche con una sola stagione di attività (laddove prima ne servivano due), il Città di Varese si accorda con il Busto 81 di Busto Arsizio (neopromosso in Serie D, ma intenzionato a cessare l'attività) per rilevarne il titolo sportivo e accedere così al massimo campionato dilettantistico italiano e tornando a giocare allo stadio Franco Ossola. Nel 2024 il Città di Varese, tramite le pagine del proprio sito web, decide di rivendicare la continuità storica con il club cittadino fondato nel 1910.